# Parachutisme
Pour les articles homonymes, voir troupe aéroportée et parachutisme militaire.
 (décembre 2021).
Si vous disposez d'ouvrages ou d'articles de référence ou si vous connaissez des sites web de qualité traitant du thème abordé ici, merci de compléter l'article en donnant les références utiles à sa vérifiabilité et en les liant à la section « Notes et références ».
 (décembre 2021).

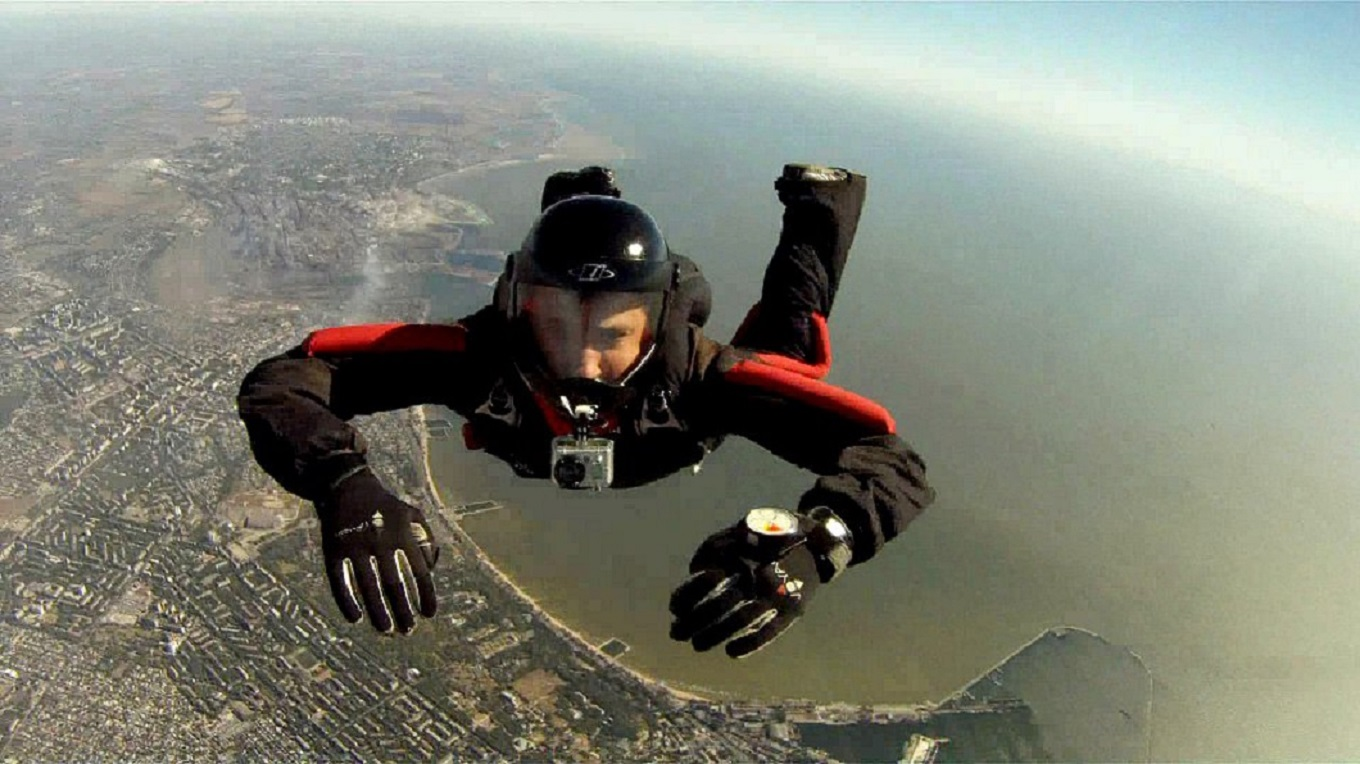
Parachutisme en chute libre : Dobromir Slavchev, instructeur de parachutisme.

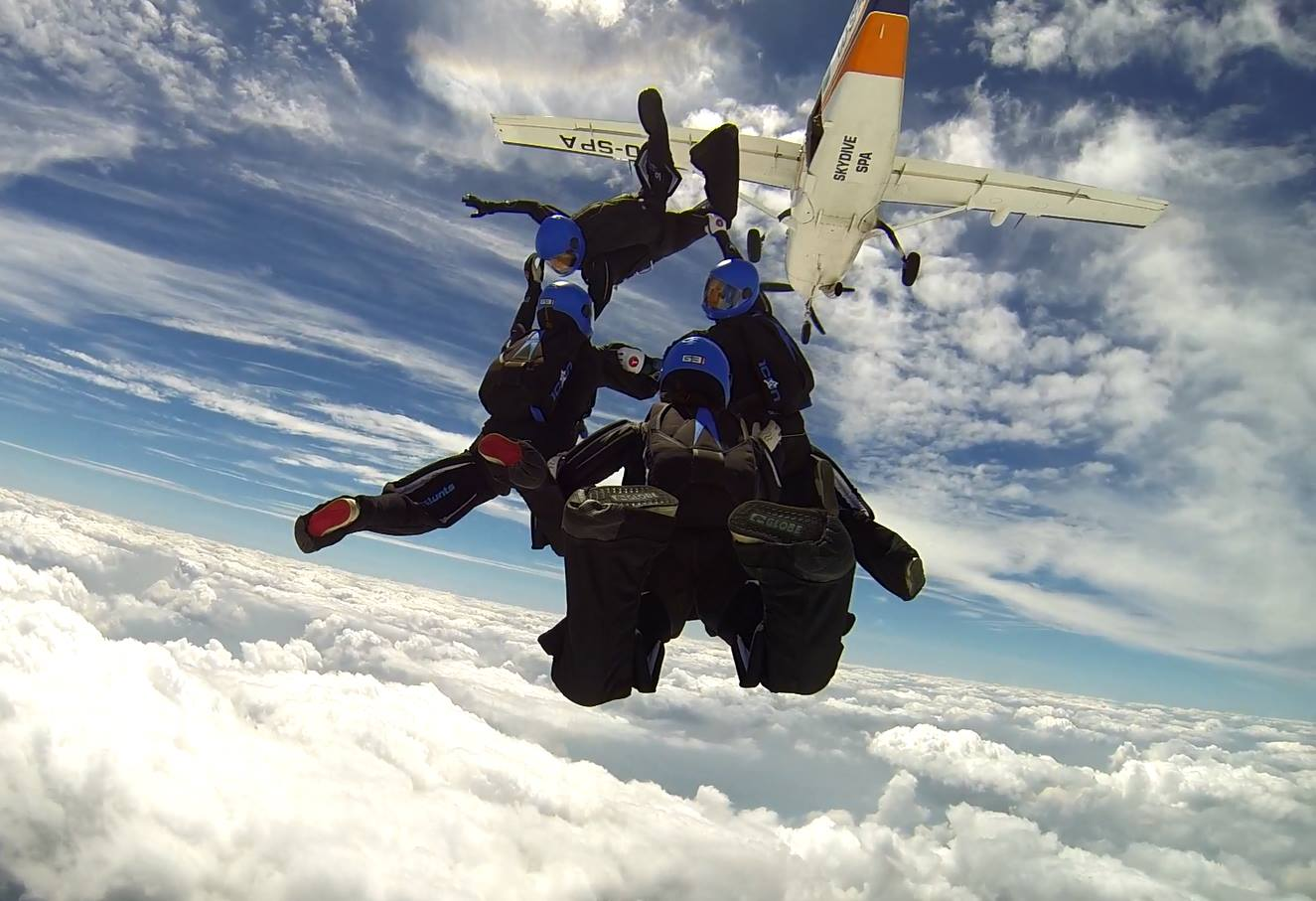
Formation de parachutistes pratiquant le vol relatif à quatre (équipe « Les Stunts », Belgique).

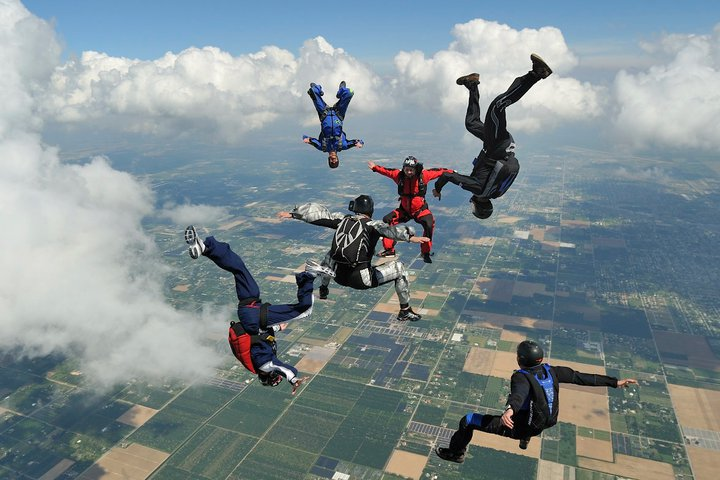
Formation de parachutistes pratiquant le free fly.

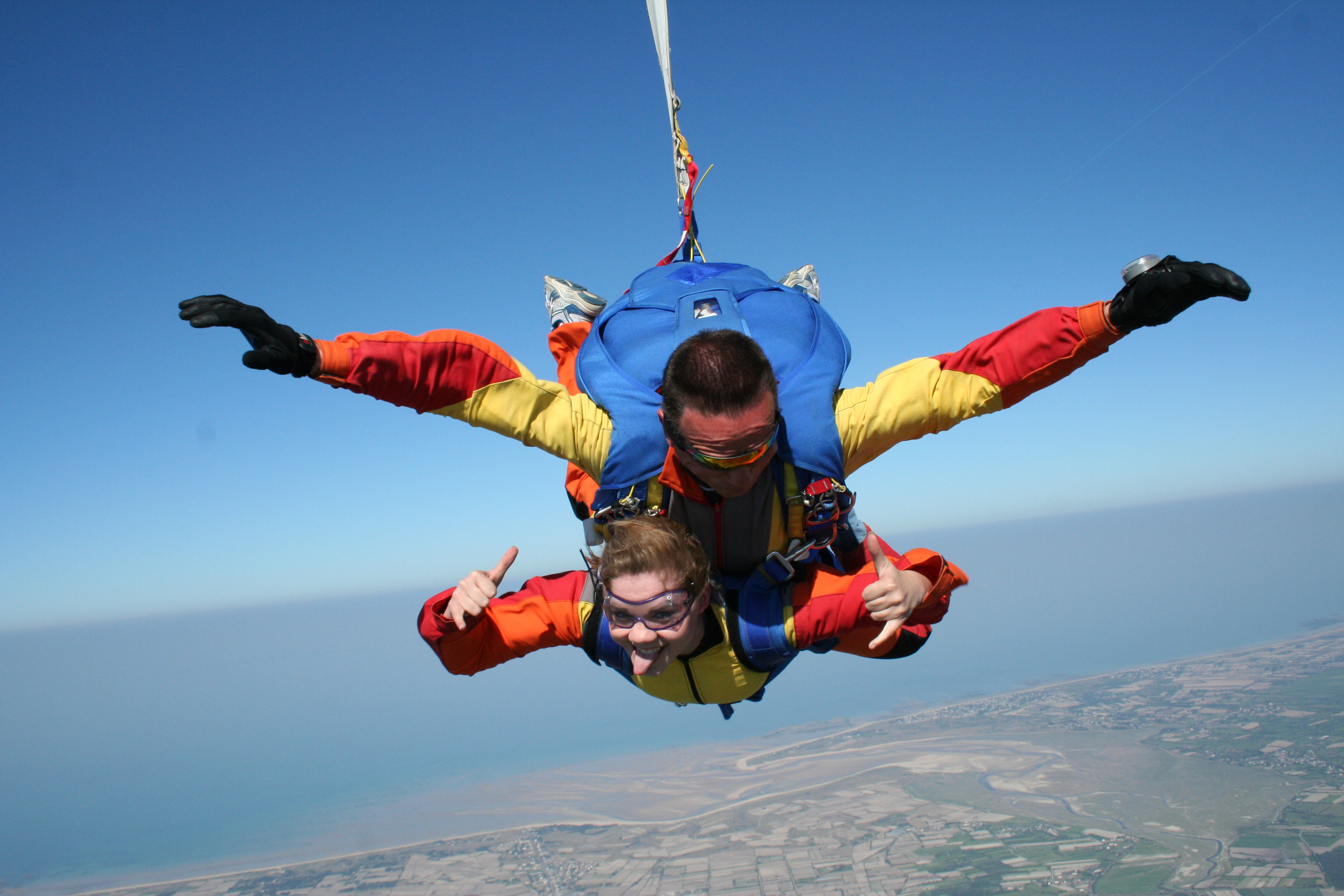
Chute libre en tandem.

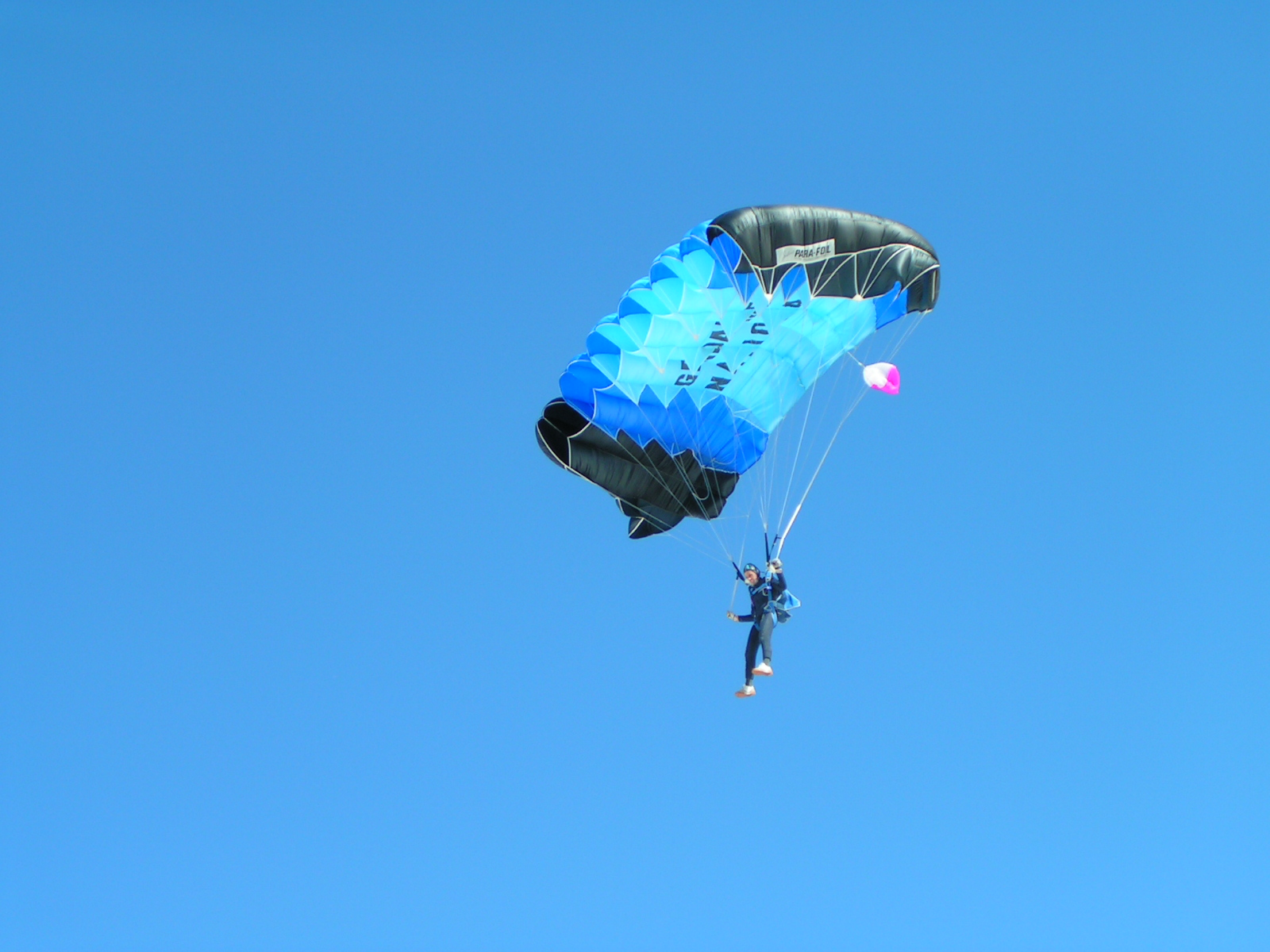
Parachutiste sous sa voile après la chute libre.

Le parachutisme est une activité consistant à chuter d'une hauteur allant d'une centaine de mètres à plusieurs milliers — en sortant généralement d'un avion, mais tout autre aéronef peut être utilisé — pour ensuite rejoindre la surface terrestre (sol ou surface liquide) en étant freiné par un parachute. Si la personne s'élance d'un point fixe (pont, falaise, etc.), on parle alors plutôt de « saut de base » ou base-jump.
Après la sortie, le parachutiste est en chute libre pour une durée plus ou moins longue dépendant de plusieurs paramètres : la discipline pratiquée, la hauteur à laquelle il a été largué et l'altitude relative d'ouverture. Il peut effectuer seul (voltige, free-fly) ou avec d'autres parachutistes (vol relatif) des figures durant la chute, et/ou sous voile (voile-contact), avant de rejoindre la surface terrestre en pilotant son parachute de manière à se poser au lieu prévu.
Le parachutisme se pratique comme un sport dans la vie civile, mais fait aussi partie des moyens pour déplacer rapidement des troupes et matériels d’une armée, le plus souvent des fantassins. S’il s’agit de chuteurs opérationnels, les militaires peuvent aussi le pratiquer comme une discipline sportive, en vue de se perfectionner.

## Histoire
L'amélioration des équipements a permis aux militaires dans un premier temps d'utiliser cette pratique pour larguer des hommes et du matériel sur une zone rapidement, puis cette activité est devenue un loisir puis un sport encadré durant la seconde moitié du XXe siècle.

### Pionniers
Le premier saut en parachute de pleine atmosphère est réalisé le 22 octobre 1797 par André-Jacques Garnerin, : celui-ci atterrit dans le parc Monceau à Paris, depuis son ballon à (di)hydrogène. Le 12 octobre 1799, son élève et future épouse, Jeanne Labrosse, devient la première femme parachutiste, la première personne à sauter avec un parachute percé en son centre ainsi que la première femme pilote de ballon. Le 11 octobre 1802, elle dépose, au nom de son mari, le brevet no 195 sur l'appareil dit parachute, destiné à ralentir la chute de la nacelle d'un ballon après l'explosion de celui-ci,.
Le développement de l'avion au début du XXe siècle offre aux parachutistes un nouveau moyen de sauter comme le démontrent les pionniers Albert Berry et Grant Morton vers 1911-1912 (les dates ne sont pas bien définies). Puis en 1919, Leslie Irvin réalise le premier saut avec ouverture manuelle du parachute durant la chute.

### Utilisation militaire
Les militaires y voient alors un intérêt comme moyen de sauvegarde des ballons d'observation durant la Première Guerre mondiale. Son développement initial se fait donc chez les militaires, sous l'impulsion du capitaine Frédéric Geille, qui le développent et finissent par s'en servir également pour larguer du matériel, puis des hommes.
Cet usage est largement fait durant la Seconde Guerre mondiale avec des coups de main comme l'Attaque du fort d'Eben-Emael, première opération militaire partiellement aéroportée, ainsi que les grandes opérations aéroportées telles que la conquête de la Crète, celles précédant immédiatement le débarquement de Normandie et l'opération Market Garden.
Il est toujours régulièrement utilisé pour les opérations utilitaires militaires, de secourisme ou de soutien de nos jours.

### Extension aux loisirs
Durant la seconde moitié du XXe siècle, cette activité devient un loisir et plusieurs aventuriers défrichent le terrain tels que Léo Valentin (qui développe l'ancêtre de la Wingsuit et du deltaplane), Jean-Louis Potron et Jacques Chalon qui réalisent en 1956 le premier vol relatif en se passant un témoin durant une chute à plat face-sol, les sauts se font à trois (Jean Chasac, Gil Delamare et Colette Duval), à cinq (Jacques Chalon, Jacques Déforges, Pierre Lard, Pierre Pero et Michel Sauerbach) puis à neuf (Jacques Billard, Jacques Breton, Max Cros, Christian Ladouet, Jacques Lecland, Claude Michaud, GilbertPupin, Michel Perissinotto et Raymond Young) et Colette Duval avec un saut à plus de 10 000 mètres en 1958.
Lors des meetings aériens, des démonstrations de parachutistes sont parfois organisées avec des hommes tels que Salvatore Cannarozzo qui réalisent des ouvertures basses, chose particulièrement dangereuse et qui a depuis été interdite.
En 1971, Steve Snyder commercialise, aux États-Unis, la première voile à caissons sous le nom de Paraplane et c'est en 1972 que l'on trouve la première voile de ce type aux Championnats de France de Parachutisme. À la fin des années 1970 il n'y aura plus que ce type de voile à ces Championnats.
Le parachute rectangulaire (aile) est amélioré. Pilotable et avec un atterrissage doux, il remplace alors le parachute hémisphérique utilisé par les militaires ou les sportifs.

### Accès à tout public et perfectionnement des sauts
À partir des années 1980, toujours grâce à l'amélioration de l'équipement, le parachutisme s'est ouvert aux non-parachutistes via des sauts en tandem, où une personne est attachée à un moniteur tandem qui assure l'intégralité du saut. L'amélioration des caméras a également permis la création du rôle de vidéoman.
Toujours à cette époque, des hommes tels que Patrick de Gayardon innovent et popularisent plusieurs domaines de la chute libre tels que le freestyle, le base jump et le skysurf.
Les premiers sauts de vol 3D (Vallaud et O.J.B.) : «Ils ont ouvert la voie, et quelle voie !» Gs.
Olav Zipser était un pionnier du parachutisme moderne.

## Constitution d'un parachute
Un parachute civil sportif et de loisir, possède une voilure rectangulaire bombée ayant remplacé les voiles hémisphériques d'autrefois, utilisées encore rarement dans le domaine militaire, permettant un atterrissage en douceur et non en roulé-boulé, mais plus petite que celle d'un parapente, étant adapté à la descente.
L'ensemble comprend principalement :
- Un sac/harnais
- Une voilure principale
- Une voilure de secours
- Un déclencheur automatique qui actionnera l'ouverture du parachute de secours en cas de non ouverture vers 225 mètres (650 pour les parachutes biplaces).
- Éventuellement un RSL (reserve static line)
- Un RSE (Ralentisseur Stabilisateur Extracteur), assimilable a une petite voile stabilisante, durant la chute, présent uniquement sur les parachutes biplaces.

Replié, il est environ de la taille et du poids d'un sac à dos bien rempli, moyen pour un individuel (environ 8 kg), plus grand pour un tandem (environ 25 kg).
Il est relié à un harnais que le parachutiste seul ou le moniteur enfile par les deux jambes et les épaules. Un passager tandem enfile un simple harnais et le moniteur l'attachera à lui par 4 crochets, deux aux épaules et deux au niveau des hanches en cours de montée de l'avion.
(À compléter et améliorer)

## Conditions atmosphériques
La météo est importante pour décider de sauter, les sauts pouvant par sécurité être reportés ou en attente, voire annulés pour la journée en cas de pluie, orage, brume importante ou forte couverture nuageuse.
La décision de lancer une séance de saut est décidée conjointement par le responsable de la zone (le directeur technique sur les centres fédéraux) et le pilote.

## Règles de sécurité de base
Il faut savoir que dans chaque activité sportive il y a des règles de sécurité à ne pas prendre à la légère.
- Arriver à l’heure le jour du saut.
- Ce sport peut être pratiqué dès l’âge de 15 ans.
- Ne pas consommer de substances qui ont des effets néfastes tout au long du saut.
- La consommation d’alcool est interdite.
- Si une personne a effectué moins de 20 sauts alors un moniteur professionnel viendra faire un contrôle sur tout le matériel pour sauter.
- Une fois que la personne a atterri elle ne doit pas rester sur la piste.
- Une personne aux cheveux longs devra les attacher.
- Une personne avec une sensibilité au bruit devra mettre des bouchons d’oreilles.
- Faire confiance à son moniteur et ne pas se bloquer.
- Dans l’avion il faut rester calme et être concentré.
- Pendant le saut vous devez laisser le pilote biplace gérer votre saut.
- Pour réussir à faire un atterrissage en douceur il faut bien lever les jambes et laisser le pilote de biplace poser le premier les pieds au sol afin d’éviter tout danger ou blessure lors de l’atterrissage.

## Déroulement d'un saut traditionnel

### Départ de l'avion

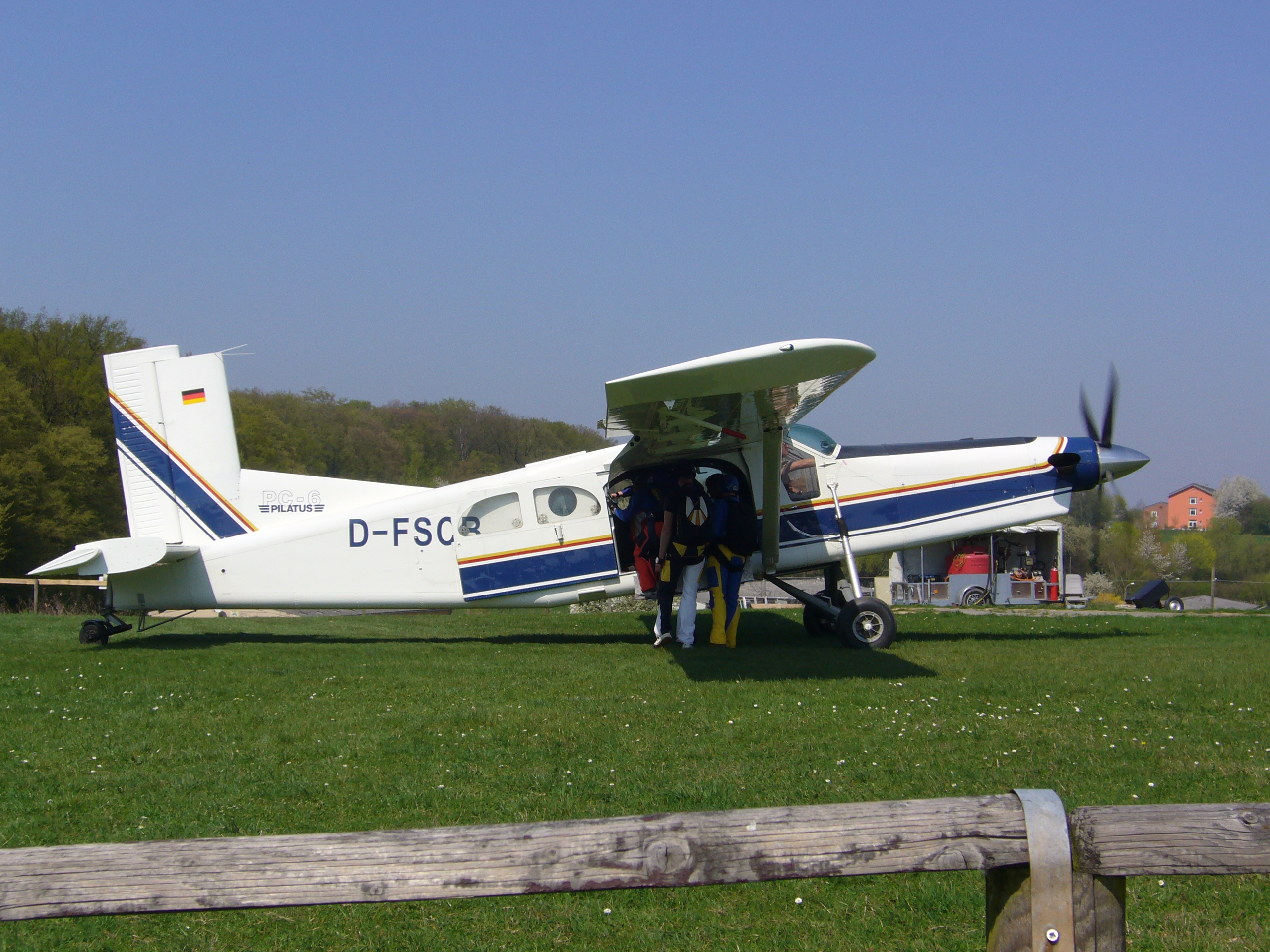
Pilatus PC-6 Turbo Porter, fréquemment utilisé par les parachutistes sportifs

La montée s'effectue souvent dans un avion mais tout aéronef est utilisable pour sauter (montgolfière, ULM, hélicoptère…).
Les parachutistes se préparent (combinaison de saut, parachute, casque, lunettes de saut, altimètre initialisé à 0) et se vérifient les uns les autres (bonne mise en place du parachute, éléments sécurisés, etc.) puis se réunissent au point d'embarquement où l'avion vient se positionner pour l'embarquement et le départ.
Les parachutistes embarquent alors un par un dans l'ordre inverse des départs (le premier à sauter est le dernier à embarquer) en s'installant conformément à l'équipement de l'avion (serrés côte à côte sur une banquette, assis au sol les jambes enchevêtrées, etc.).
La montée jusqu'à environ 4000-4200 mètres dure au moins 15 minutes (selon le type d'avion et sa puissance), et se fait selon une trajectoire circulaire autour de la zone de saut, de telle sorte à rester proche du terrain d'arrivée et permettre ainsi aux parachutistes de se poser sur l'aérodrome ou à sa proximité immédiate.
Quelques minutes avant d'atteindre l'altitude maximale (soit vers 3 000 mètres pour un saut à 4 000 mètres), chacun re-vérifie son équipement (bonne position des poignées, bonne fermeture des sangles), termine de s'équiper (vêtements contre le froid et le vent si nécessaire, mise en place du casque et des lunettes, etc.) et salue les autres parachutistes d'un "check" de la main et d'un shaka.

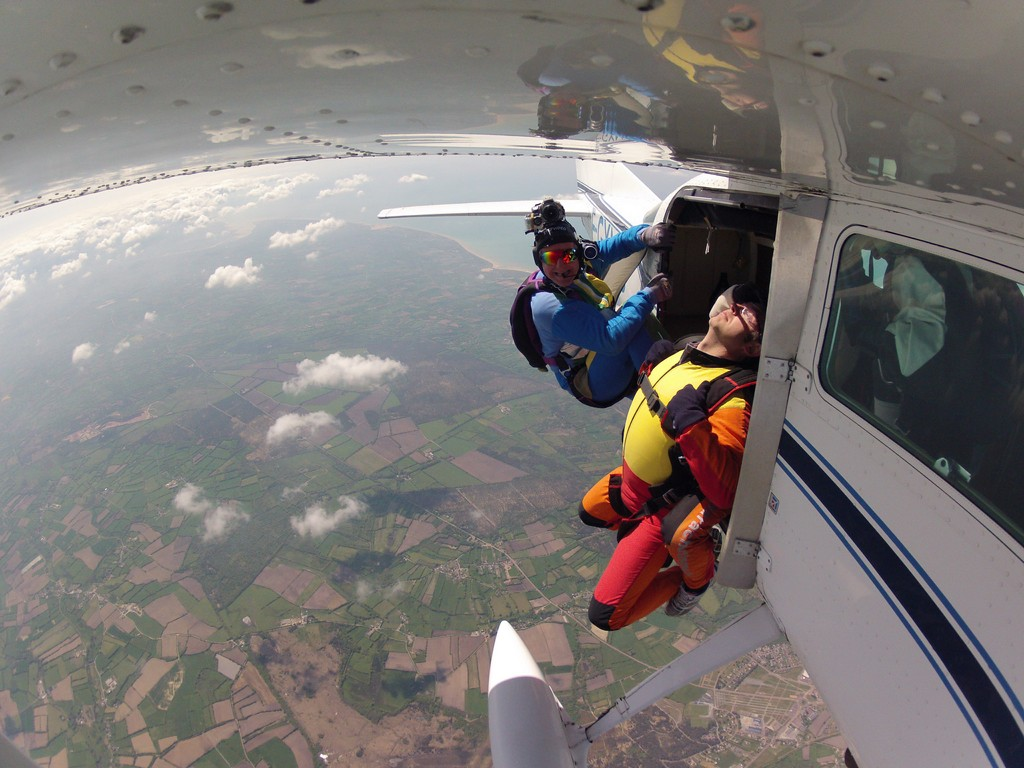
Sortie d'avion d'un tandem avec son videoman

Arrivé à l'altitude de largage, l'avion se place sur la trajectoire qui lui a été indiquée et ralentit. Sur indication du pilote, les parachutistes ouvrent alors la porte de l'avion et commencent à sauter soit immédiatement, soit sur une nouvelle indication du pilote (selon le type d'avion).
Entre chaque départ de parachutiste ou de groupe de parachutistes, un délai de quelques secondes est mis en place afin d'assurer une séparation horizontale d'environ 300 mètres.

### Chute
C'est la phase la plus palpitante, forte source d'adrénaline souvent recherchée par les parachutistes, notamment due aux sensations importantes procurées à la fois par l'accélération du départ, la vitesse de chute, les sensations de l'air à cette vitesse (il devient possible de "s'appuyer" sur l'air pour se déplacer, tourner, etc.) et la hauteur impressionnante.
Une chute traditionnelle s'effectue depuis une hauteur située entre 3 000 mètres et 4 200 mètres, et dure généralement entre quarante et soixante secondes avant l'ouverture du parachute principal aux alentours de 1 200 mètres (plus ou moins haut selon l'expérience du parachutiste. 1 500 mètres en tandem. 1 000 mètres pour la plupart des parachutistes, 850 mètres minimum exigé par la fédération).
Dès le départ depuis l'avion jusqu'à l'ouverture du parachute, la vitesse du flux d'air est très importante, au départ due à la vitesse horizontale de l'avion avançant lui-même à environ 140 km/h (plus ou moins vite selon le type d'avion), remplacée progressivement par celle de la vitesse verticale (jusqu'à environ 200 km/h), créant un souffle sur les oreilles semblable à celui que l'on entend en ouvrant les vitres d'une voiture sur l'autoroute, et tout cri éventuel de surprise des novices, ou toute parole, est noyé dans ce bruit du vent durant toute la chute. Les groupes de parachutistes doivent alors bien mettre leurs figures au point durant la chute afin que chacun sache bien ce qu'il a à faire. Un moniteur avec son élève communique par gestes.
- En restant en position cambrée, face au sol, la surface plane de son corps contribue à une résistance à l'air plus importante qu'en piqué, et au fur et à mesure de l'augmentation de sa vitesse, l'air effectuera un "coussin d'air" par résistance aérodynamique diminuant progressivement l'accélération qui peut, juste avant l'ouverture du parachute n'être plus que de 0,1 G pour une vitesse maximale d'environ 200 km/h (vitesse terminale).
- Dans le cas d'accélération en position à l'inverse verticale profilée, effectué lors du saut par certains parachutistes expérimentés, cette résistance à l'air est bien sûr moins importante et ils peuvent atteindre ainsi jusqu'à 550 km/h[10].

Des études graphiques ont été réalisées donnant la vitesse du parachutiste en fonction du temps. La courbe est une exponentielle de tangente la vitesse maximale.
Voir aussi : Physique du parachutisme
La vue est magnifique par beau temps, mais aussi dans le cas de certaines couvertures nuageuses (la vue "du dessus" des nuages peut être splendide) ainsi que le sentiment de liberté totale, de voler dans les airs, de pouvoir se mouvoir dans les trois dimensions (en cherchant à ralentir ou accélérer sa chute, on peut ainsi faire des figures avec d'autres parachutistes en passant dessus ou dessous), en dominant le paysage.
Il arrive de sauter et/ou ouvrir le parachute au-dessus et dans des nuages, occasionnant des sensations encore un peu différentes de surprise.

### Descente sous voile
L'ouverture du parachute principal s'effectue par une poignée manuellement. Le parachutiste sent tout d'abord une courte décélération l'amenant en position droite, puis forte vers le haut, donnant la sensation illusoire de remonter, l'ouverture de la voile ralentissant en quelques secondes sa vitesse de descente de 200 km/h à 14 km/h.
Le bruit de l'air à vitesse modérée devient négligeable et un moniteur tandem et son passager peuvent cette fois facilement se parler.
Les virages, s'accompagnant d'une accélération vers le bas lorsqu'ils sont effectués fortement, s'effectuent en tirant sur la poignée de commande correspondante (gauche ou droite). Il est ainsi possible d'effectuer des rotations complètes à 360°. Le fait de tirer sur les deux commandes à la fois réduit par contre la vitesse horizontale et, dans un premier temps, la vitesse de descente.
La phase de descente sous voile depuis 1 500 mètres dure environ 5 minutes.

### Atterrissage
Par le biais des deux poignées de commande, les parachutistes peuvent facilement manœuvrer pour rejoindre leur aire de destination. À l'aide de la manœuvre dite "d'arrondi", l'arrivée au sol peut s'effectuer en douceur et même debout en marchant rapidement de quelques pas. Les parachutistes ramassent alors proprement leur parachute et retournent sur la zone de pliage (souvent un hangar).
La sensation de la phase de chute en particulier, procure une euphorie telle que notamment à l'arrivée après un premier saut, le désir est grand de remonter pour renouveler l'expérience.
Le pilote de l'avion après largage, redescend très vite en semi-piqué, arrivant parfois au point d'embarquement pour un nouveau départ avant les derniers parachutistes précédents.

## Repliage
Le repliage du parachute s'effectue généralement dans le hangar de l'aérodrome.
La voile principale est facile à plier. Les élèves l'apprennent dès le 1er saut. Un plieur confirmé réalisera l'action en moins de 5 minutes.
La voile de secours, elle, est conditionnée par un spécialiste, que l’on appelle le gréeur, qui va mettre jusqu'à 3 ou 4 heures à le faire minutieusement. Ce temps s'explique à la fois par la minutie du pliage et par le fait que le plieur va également vérifier l'état du parachute.

## Possibilités de sauts et progressions
L'âge minimum pour commencer à sauter est de 15 ans (pour les centres membres de la Fédération Française de Parachutisme) si la personne satisfait aux critères médicaux.

### Saut en tandem
Le saut en tandem consiste à sauter en étant accroché à un moniteur déjà expérimenté.
Il permet à toute personne de 15 ans ou plus de bonne condition physique, même novice, de découvrir les sensations de plaisir unique de la chute libre durant une minute, puis de voguer sous voile, sans nécessiter de technique particulière d'apprentissage, ni d'entrainement, excepté un court briefing préalable d'une dizaine de minutes au sol.
Les personnes handicapées peuvent également sauter, et pour ces dernières, en France le moniteur tandem doit être habilité et utiliser un harnais qui peut être spécifique selon le handicap.
Un simple certificat médical de non contre-indication datant de moins de six mois (absence de problème cardiaque, de colonne vertébrale, de déboîtement d'épaule, de sur-poids ou enceinte) du médecin généraliste suffit bien souvent.
Le saut se déroule à une altitude minimale de 3 000 mètres, souvent à plus de 4 000 mètres, pour une chute libre d'environ 30 secondes à 1 minute.
L'ouverture du parachute est déclenchée à 1 500 m d'altitude. Il est généralement possible de faire filmer son saut par un autre moniteur expérimenté chutant simultanément filmant en face des sauteurs en tandem.
Comme pour tout saut extrême, il arrive parfois que le passager débutant soit trop impressionné et apeuré par la hauteur pour se décider à sauter. Le pilote est alors contraint de le redescendre. Il renouvelle souvent sa tentative ultérieurement, se décidant à sauter la seconde fois, encouragé par le moniteur accompagnant[réf. nécessaire].
Le saut en tandem peut aussi être effectué par des parachutistes professionnels de l'aviation civile, auquel cas le certificat médical est facultatif et la limite d'âge dépendra du centre de parachutisme professionnel.

### Lobbying
Le saut en tandem est l'objet d'une opposition récurrente entre les deux cadres juridiques d'exercice du parachutisme, celui de l'aéronautique, plus ancien, qui chapeaute toute l'activité parachutiste et toute l'activité aéronautique et celui du sport qui a délégation du ministère de la jeunesse et des sports pour la partie compétitive de l'activité.
Les parachutistes professionnels réalisent essentiellement des sauts de découverte du parachutisme alors que les centres de parachutisme sportif enseignent aussi la pratique du parachutisme et encadrent son aspect compétitif.
Le saut en tandem étant le revenu principal des structures de parachutisme il est l'objet régulier de lobbying par les protagonistes pour modifier ou adapter son cadre réglementaire et technique.

### Choix de baptême et comparaisons

#### Saut à l'élastique
Plusieurs adeptes d'adrénaline hésitent pour un premier saut entre celui d'un saut en parachute en tandem ou un saut à l'élastique.
Les sensations du parachutisme sont pour beaucoup les plus intenses pendant la chute libre durant toute une minute depuis un avion en passant de 4 200 mètres à 1 500 mètres d'altitude, ajouté à l'adrénaline au préalable dans l'avion durant la montée et même ensuite l'ouverture et la descente sous voile, comparé à un saut à l'élastique beaucoup plus court de quelques secondes, surtout depuis une grue, bien qu'un premier saut en tandem coûte entre 200 et 250 €, éventuellement 150 € pour les suivants.
Cependant d'autres personnes considèrent que la notion de référence de hauteur du sol étant moins importante à très grande altitude qu'un saut à l'élastique auquel s'ajoutent les oscillations successives, peut être moins impressionnant. La position difficile cambrée, bien que facilitée par le moniteur en tandem, n'est pas nécessaire pour un saut à l'élastique.

#### Simulateurs en soufflerie

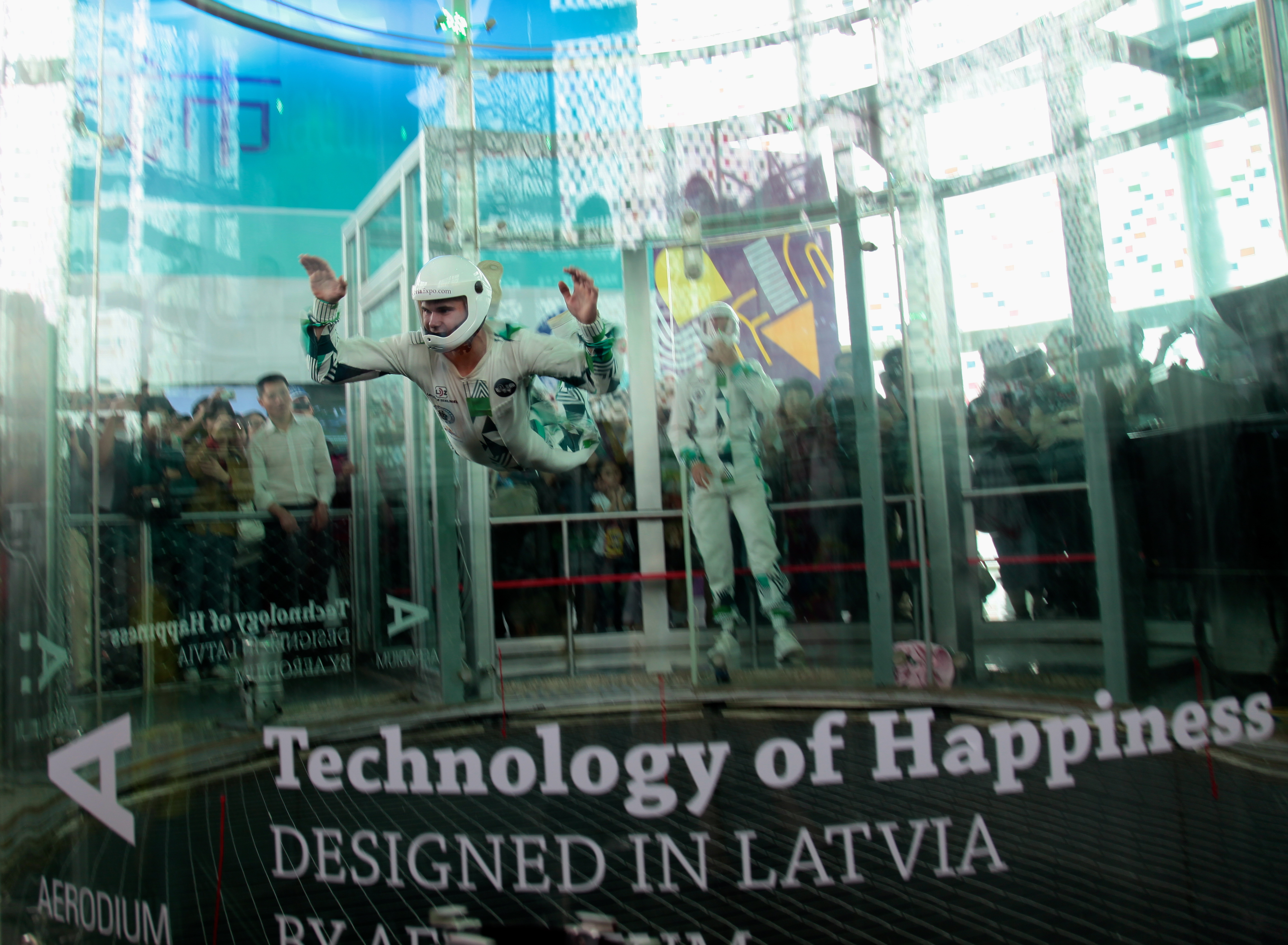
Exemple de chute libre indoor.

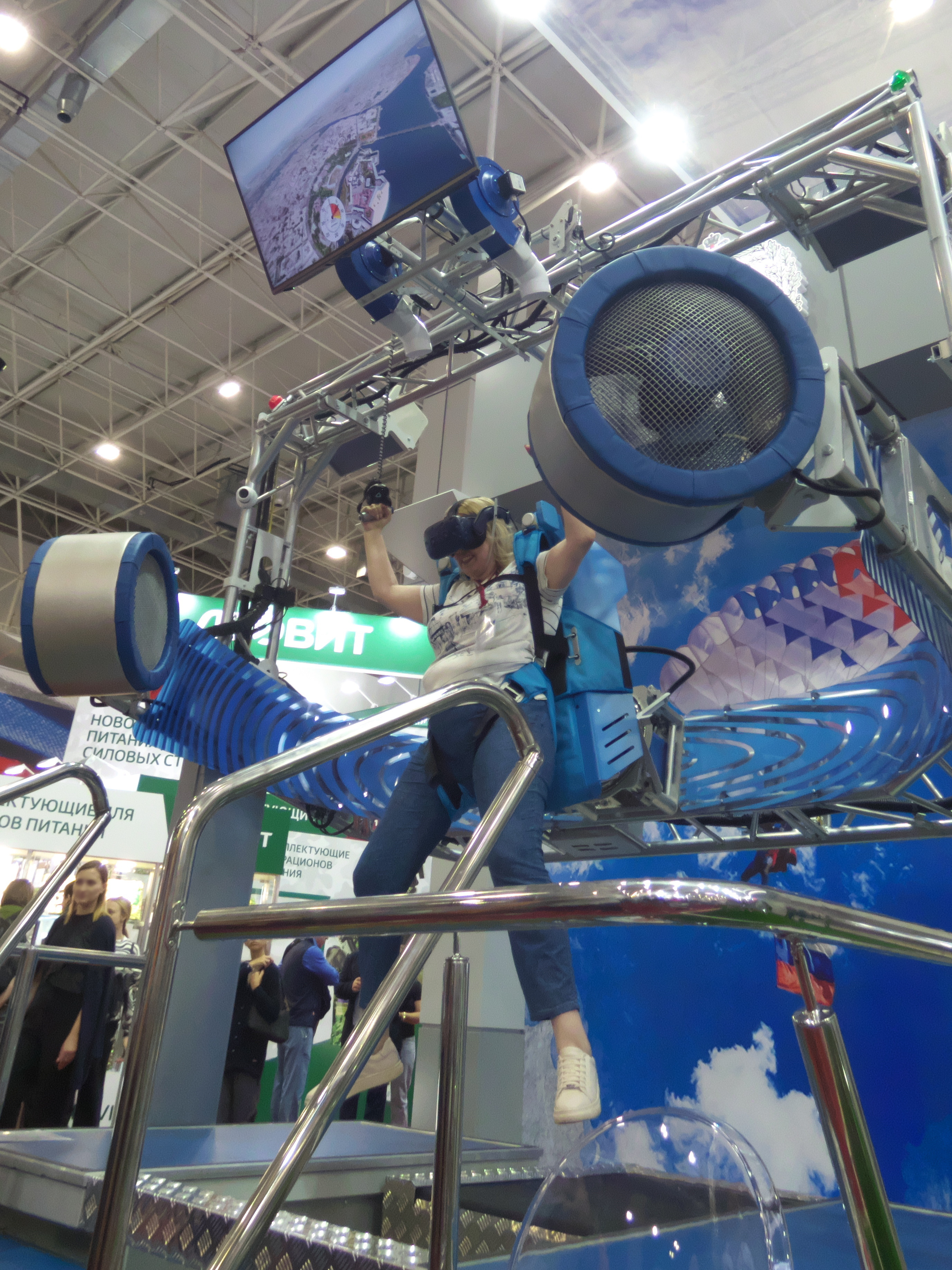
Simulateur de réalité virtuelle.

Plusieurs simulateurs ont été récemment construits, où la personne évolue durant une session de 2 minutes ou 2 minutes 30 dans un grand tube en plexiglass à la base duquel se situe une forte soufflerie permettant le maintien de la personne dans les airs, éventuellement accompagnée d'un ou deux moniteurs la guidant, en position cambrée à l'analogue de celle de la chute libre.
Les sensations d'accélérations ne sont pas présentes, excepté les légères montées et descentes successives dans le tube, mais peuvent constituer une première expérience.
Ces souffleries permettent aussi aux équipes de s'entraîner et de s'améliorer beaucoup plus facilement qu'en enchainant les chutes libres : il est plus facile de rentrer et sortir de la soufflerie pour effectuer les débriefings, il n'y a pas de temps de montée, et le coût à la minute est généralement moins élevée et divisible par le nombre de participants volant simultanément (ce qui n'est pas le cas des places d'avion)

### Formation de saut individuel
Il existe deux méthodes d'apprentissage pour être autonome en chute : la progression accompagnée en chute (PAC) et l'apprentissage traditionnel commençant par l'étape du saut en ouverture automatique (OA)
Quelle que soit la méthode, l'élève doit assurer lui-même son atterrissage. Une assistance radio est très souvent assurée par un moniteur au sol qui guide l'élève pour faire son circuit d'approche et lui indiquer le moment pour commencer la manœuvre d'atterrissage (appelée « arrondi »).
Dans les deux cas, il faut un certain nombre de sauts « en chute » pour obtenir le premier brevet (qui est de 15 sauts en France). Les sauts en ouverture automatique (OA) ne sont pas comptabilisés car la chute libre est considérée comme trop courte.
Chaque méthode a ses partisans, mais le résultat final reste le même : parvenir à l'autonomie en chute libre.

### Formation en Progression accompagnée en chute (PAC)

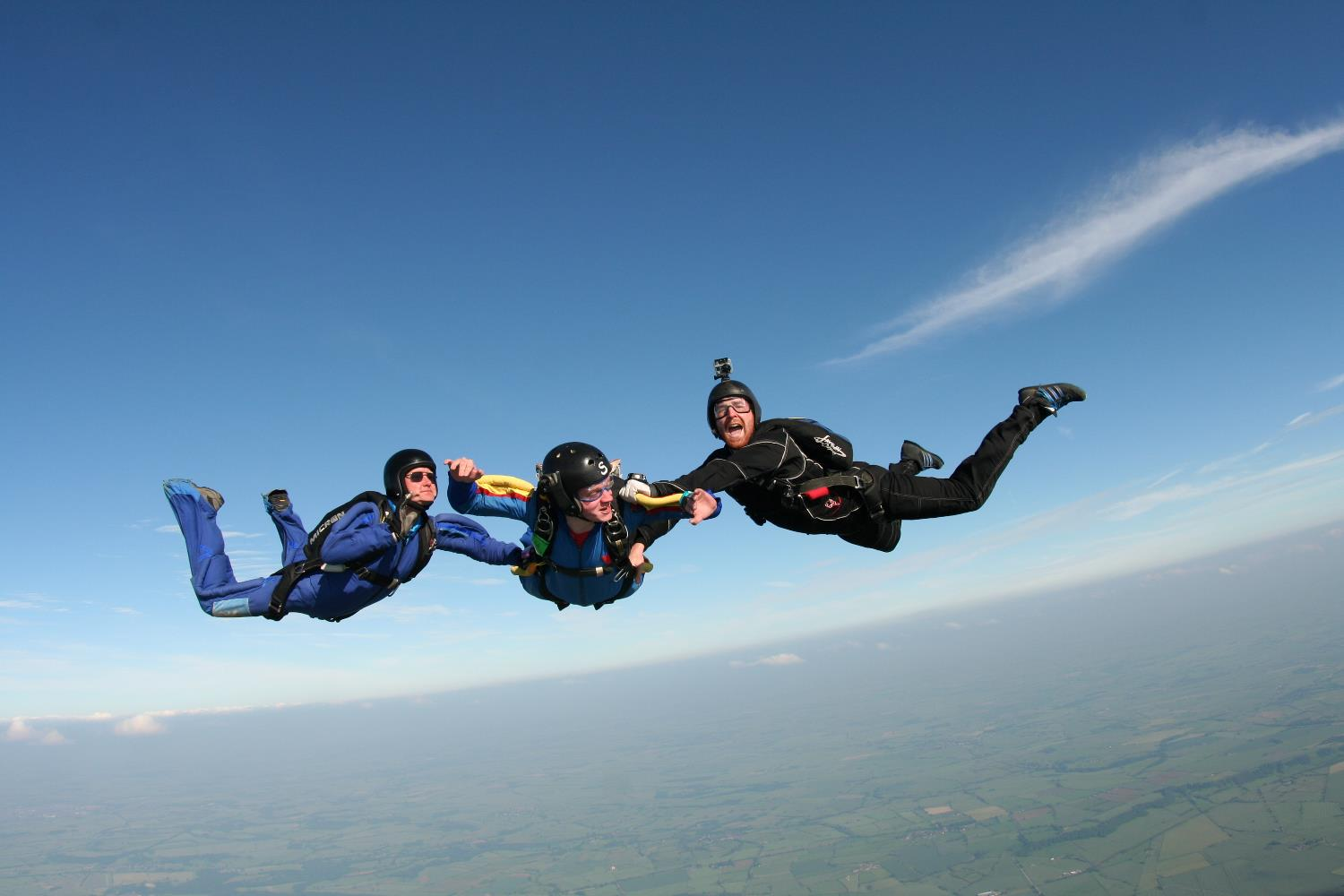
Élève en chute avec ses deux moniteurs PAC

La formation PAC est beaucoup plus rapide et permet de découvrir dès le premier saut les sensations de la chute libre.
Pour un stage PAC (de même que pour une formation en ouverture automatique), un certificat médical du médecin traitant est obligatoire.
Le stage de formation dure généralement entre 3 jours et 5 jours, en fonction de la météo, mais peut être réparti par exemple sur plusieurs week-ends.
L'élève saute seul en chute libre dès le début, depuis 4 000 mètres de hauteur. Pour son premier saut, il est accompagné de deux moniteurs qui le tiennent, corrigent sa position en communiquant par signes avec lui, voire ouvrent son parachute en cas d'oubli ou de difficulté à atteindre la poignée d'ouverture. S'il n'y a pas de problème, la personne déclenche elle-même son parachute vers les 1 500 mètres de hauteur, puis est guidée par radio par un moniteur au sol pour l'atterrissage. Les cinq sauts suivant se feront avec un seul moniteur.
Selon la réussite de sa progression, le moniteur le laisse de plus en plus autonome, jusqu'à ce qu'il juge l'élève apte à sauter seul. Cela arrive le plus souvent dès le 7e saut.
Selon les pays, le programme des sauts suivants est soit très encadré, soit à l'appréciation du moniteur en fonction des résultats de l'élève (ce qui est le cas de la France). En France, la PAC est une adaptation de la formation américaine, l'Accelerated freefall (AFF) et il faut au minimum six sauts avec moniteur pour pouvoir sauter seul.

### Formation traditionnelle - Ouverture automatique (OA)

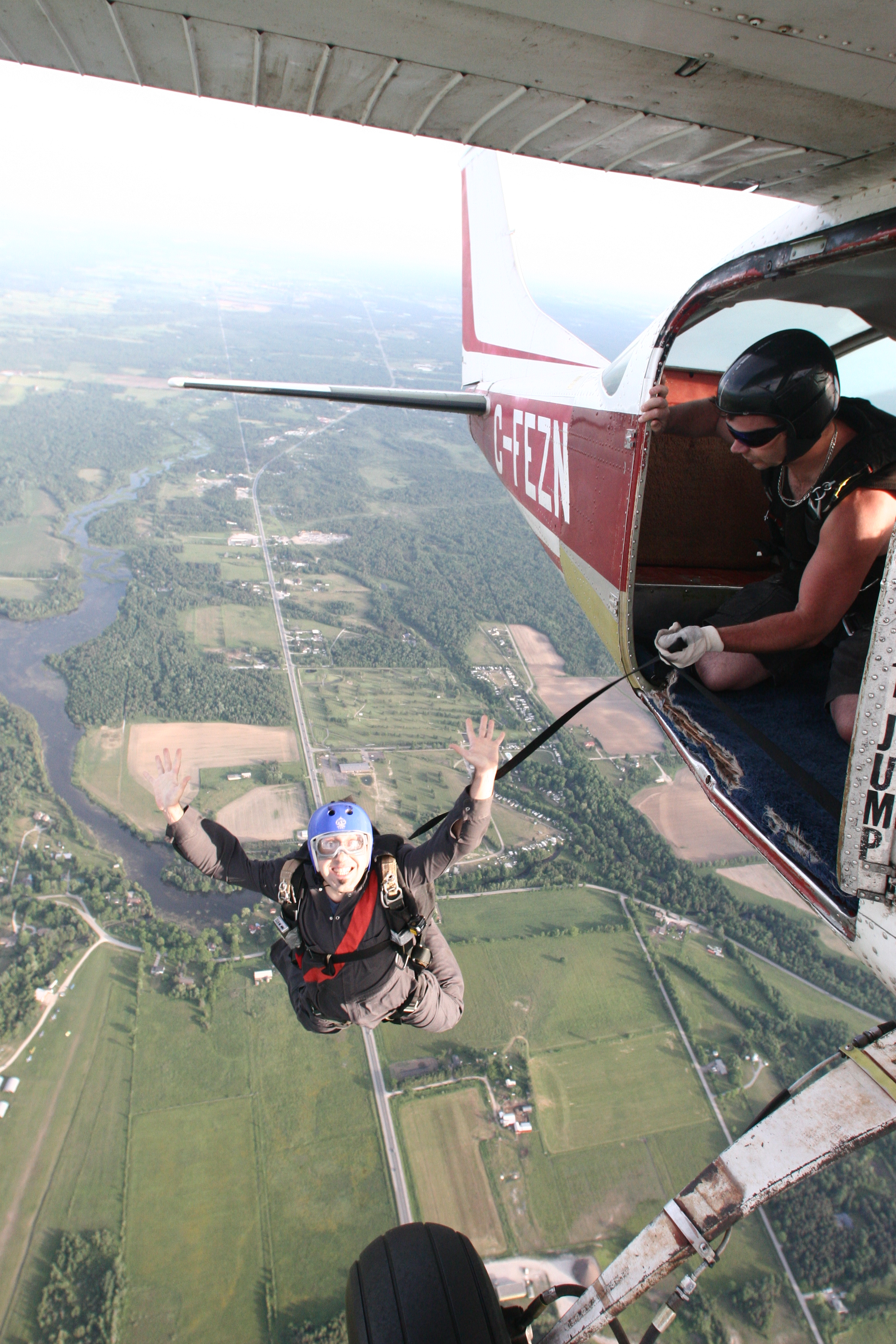
Départ d'un élève en ouverture automatique.

Cette méthode traditionnelle est la plus ancienne : très progressive, elle commence par des sauts à une hauteur de 1 200 mètres.
Le parachute est accroché dans l'avion par une longue sangle se dépliant. L'ouverture s'effectue ainsi automatiquement par tension de la sangle directement environ 3 à 4 secondes environ après la sortie de l'avion.
Durant la courte phase de chute, l'élève doit garder une position face au vent relatif produit par le déplacement de l'avion et simuler si possible les gestes d'ouverture du parachute (aussi appelés « poignées témoin »).
L'altitude et le temps avant ouverture augmentent progressivement à chaque validation des exercices à réaliser, jusqu'à atteindre la hauteur de 4 000 mètres et ouvrir soi-même le parachute.
Les sauts effectués en formation traditionnelle sont moins chers, dus aux sauts moins hauts que la PAC, et au fait que le moniteur s'occupe de plusieurs élèves, mais un plus grand nombre est nécessaire pour atteindre son autonomie. Cette formation demande davantage d'engagement de l'élève qui quittera l'avion seul dès le 1er saut. Sur le plan financier, elle s'avère souvent plus intéressante qu'une PAC.
Les différentes phases d'apprentissage sont :
- OA : Saut en ouverture automatique à 1 200 mètres (2 exercices réussis nécessaires)
- OAPT : Saut en ouverture automatique à 1 200 mètres avec simulation de l'ouverture ("poignée témoin") (2 exercices réussis nécessaires)
- OR 10 : Saut en ouverture retardée 10 secondes à 2 000 mètres. C'est à l'élève d'ouvrir lui-même son parachute en tirant sur la poignée après avoir compté 10 secondes de chute. Cela permet de s'assurer de la conscience du temps de l'élève. (2 exercices réussis nécessaires)
- OR 20 : Saut en ouverture retardée 20 secondes à 2 500 mètres. Même exercice que précédemment, mais l'élève doit compter 20 secondes avant l'ouverture du parachute. Comme pour l'OR10, il doit rester stable, en position cambrée face sol, pendant toute sa chute et durant la phase d'ouverture.
- Lecture de l'altimètre : l'élève ouvre son parachute lorsqu'il lit 1 500 mètres sur son altimètre. Il ne compte alors plus le temps de chute mais doit contrôler régulièrement son altitude.

### Sauts en individuel après le stage
Après un stage réussi, les personnes peuvent sauter seules régulièrement, pour une somme qui ne comprend que la place d'avion et la location du matériel (les jeunes parachutistes investissant rarement dans un parachute personnel), ce qui représente environ 30 à 40 euros par saut (les parachutistes possédant leur propre matériel, parachute inclus, ne payant que la place d'avion soit environ 25 à 30 euros).

## Brevets fédéraux français et licence
Brevets officiels de la Fédération française de parachutisme.

### Brevet A
Prérequis : 15 sauts en chute minimum (les sauts effectués en "ouverture automatique" ne comptent pas, la durée de la "chute" étant limitée à la longueur de la sangle et donc trop courte - 3 secondes environ -)
Aptitude à maîtriser la chute libre à plat et à évoluer en sécurité sous voile. Sanctionne globalement l'aptitude de l'élève à se comporter en sécurité au sein d'une école de parachutisme.
Avec ce brevet, il est possible de faire des sauts individuels sans assistance de moniteurs, mais la pratique au sein d'une école agréée est obligatoire et un parachutiste titulaire du brevet C doit être présent dans l'avion pour autoriser le départ de l'élève.
C'est le brevet qui constitue une première étape vers l'autonomie.

### Brevet B
Prérequis : 30 sauts en chute minimum, être titulaire du brevet A.
Aptitude à la chute libre.
Son obtention nécessite :
- De savoir prendre son axe de travail après la sortie d'avion
- De réaliser un enchaînement de figures : tonneau, loop avant, loop arrière, rotation à plat, dérive.
- De satisfaire à un examen écrit (QCM) portant sur les bases du largage, de l'aérologie et de la conduite sous voile.

Le brevet B donne ensuite accès aux qualifications correspondant aux principales disciplines :
- B1 : Précision d'atterrissage et voltige ;
- B2 : Vol relatif (indispensable pour des sauts de groupe) ;
- B3 : Voile-contact ;
- Bi4 : Free-Fly (module tête en haut, track) ;
- B4 : Free-Fly (module tête en bas) ;
- Bi5 : Pilotage sous voile ;
- B5 : Pilotage sous voile (pour les personnes ayant commencé cette discipline après le 01/01/13)

(B = "Brevet" ; Bi = "Brevet intermédiaire")

### Brevet BPA
Prérequis : 100 sauts minimum, être titulaire d'un des brevets de discipline (B1, B2, B3, B4 ou B5).
C'est le brevet de parachutiste autonome. Il s'obtient après avoir satisfait, à la suite d'un cours théorique, à un examen écrit (QCM) faisant suite à celui du brevet B
Il sanctionne la fin de la phase "école" et l'aptitude du parachutiste à s'intégrer dans un "stick". Outre la réussite du QCM, le parachutiste doit être capable :
- De démêler sa voile et la plier seul (qualification "auto-vérificateur")
- De vérifier son équipement avant et après s'être équipé ; de vérifier un autre parachutiste équipé et titulaire du BPA également.
- De se larguer, sans assistance, en sécurité.
- D'évoluer en sécurité en chute et sous voile et se poser en sécurité.

Il est ainsi possible d'avoir un avion constitué uniquement de parachutistes BPA (en revanche, si un seul d'entre eux n'a que le brevet A ou B, un autre doit obligatoirement être titulaire du brevet C)
Il permet l'accès aux brevets C et D et l'emport d'une caméra.

### Brevet C
Prérequis : 200 sauts minimum, être titulaire du BPA.
L'obtention du brevet C nécessite :
- La réussite d'un examen théorique (QCM) portant sur le largage, la météorologie, l'aérologie, la conduite sous voile et la chute libre ;
- La réussite d'un examen pratique de largage ;
- La capacité à se poser dans une zone définie ("précision à l'atterrissage" - à ne pas confondre avec la discipline de même nom) ;

Le brevet C confirme la capacité à encadrer les séances de sauts (pliage, embarquement, largage des élèves qui n'ont plus besoin d'être accompagnés par un moniteur) afin d'en assurer la sécurité. Il donne accès au rôle de "chef d'avion" (responsable de la sécurité à bord, avec le pilote)
Le brevet C donne accès aux modules 2 à 5 du Bi5 ainsi qu'au brevet B5 (Pilotage Sous Voile).
En tant que brevet d'encadrement, le brevet C donne également accès à des responsabilités au sein de sa zone de saut (après accord et validation du directeur technique) tel que vérificateur (pour vérifier le pliage convenable des élèves non titulaires de la qualification "auto-vérificateur"), plieur, radio au sol etc.

### Brevet D
Aptitude aux sauts hors centre d'activité : sauts de démonstration, de manifestation aérienne... ; et aux sauts spéciaux (montgolfière, etc).
Dans le cas d'un saut hors centre d'activité, le pratiquant doit pouvoir justifier d'un minimum de 300 sauts dont 50 au cours des douze derniers mois.

### Brevet Wing suit
La Fédération Française du Parachutisme a défini trois catégories de Wingsuit, qui sont définies par des brevets (Brevet Wingsuit niveau 1,2 et 3).
Le niveau 1: « Wing Suit Débutant » est le niveau de l’apprentissage. L’équipement est peu toilé aux bras et aux jambes pour garantir une certaine liberté de mouvement.
Les prérequis pour ce module sont :
- Avoir effectué au minimum 150 sauts
- Etre titulaire du BPA
- Etre titulaire du Bi4, module track

Les objectifs pour l’obtention de ce modules sont :
- Initiation à la sortie d’avion en sécurité
- Maitriser la trajectoire de vol
- Savoir évaluer l’espace de vol
- Maîtriser l’ouverture du parachute

Le niveau 2 : « Wing Suit confirmé »; son équipement est une combinaison où les bras et les jambes ont une mobilité réduite par le rajout de toile qui permet d’obtenir de meilleures performances.
Les Prérequis pour ce module sont :
- Avoir effectué au minium 170 sauts avec un minimum de 20 sauts en Wingsuit débutant.
- Etre titulaire du BPA
- Etre titulaire du WingSuit niveau 1

Les objectifs pour l’obtention de ce modules sont :
- Être capable de sortir de l’avion en sécurité
- Maîtriser la trajectoire de vol
- Monter / descendre
- Savoir évaluer l'espace de vol
- Maîtriser de l'ouverture du parachute et sa zone d’ouverture

Le niveau 3 : Wing Suit Expert; l’équipement est une combinaison très rigide où les bras et les jambes ont une mobilité très réduites. Cette équipement offre de très hautes performances.
Les Prérequis pour ce module sont :
- 300 sauts dont 80 sauts de Wing Suit confirmés
- Brevet C ou D

Les objectifs pour l’obtention de ce modules sont :
- Être capable de sortir de l’avion en sécurité
- Maîtriser la trajectoire de vol
- Savoir effectuer un vol à très grande vitesse
- Savoir prendre des virages serrés
- Maîtriser de l'ouverture du parachute et sa zone d’ouverture.

### Brevet et licence de parachutiste professionnel
Le brevet et la licence de parachutisme professionnel (brevet et licence officiels de la direction générale de l'Aviation civile) sont historiquement les premiers diplômes civils liés au parachutisme et marquent la transition du parachutisme militaire au parachutisme civil dans les années 1950 bien avant la création des brevets d'États d'éducateur sportif de parachutisme. Aujourd'hui, ce brevet est la clé de voûte d'une activité de parachutisme dévolue à la découverte par le biais de sauts en parachute biplace. Les détenteurs de cette licence exercent dans un cadre différent de celui de l'enseignement et représentent avec leurs entreprises plus de 50 000 sauts de découverte réalisés chaque année partout en France et sont les acteurs majeurs de la démocratisation des sauts en parachute biplace sur le territoire français.
Des organismes de formation professionnelle permettent à une majorité des parachutistes issue des corps militaire du parachutisme de trouver ainsi une voie de reconversion en fin de carrière. Le syndicat des parachutistes professionnels participe à la réglementation de la pratique professionnelle. La licence de parachutisme professionnelle est aussi le titre réglementaire obligatoire pour effectuer des sauts de démonstration rémunérés dans le cadre de meeting aériens ou de cascades aériennes. La qualification « essai et réception » de cette licence permet aux parachutistes du centre d'essais en vol de tester les parachutes devant être autorisés en France par la direction générale de l'Aviation civile.

## Les disciplines et sauts perfectionnés et périlleux

### Précision d'atterrissage (PA)

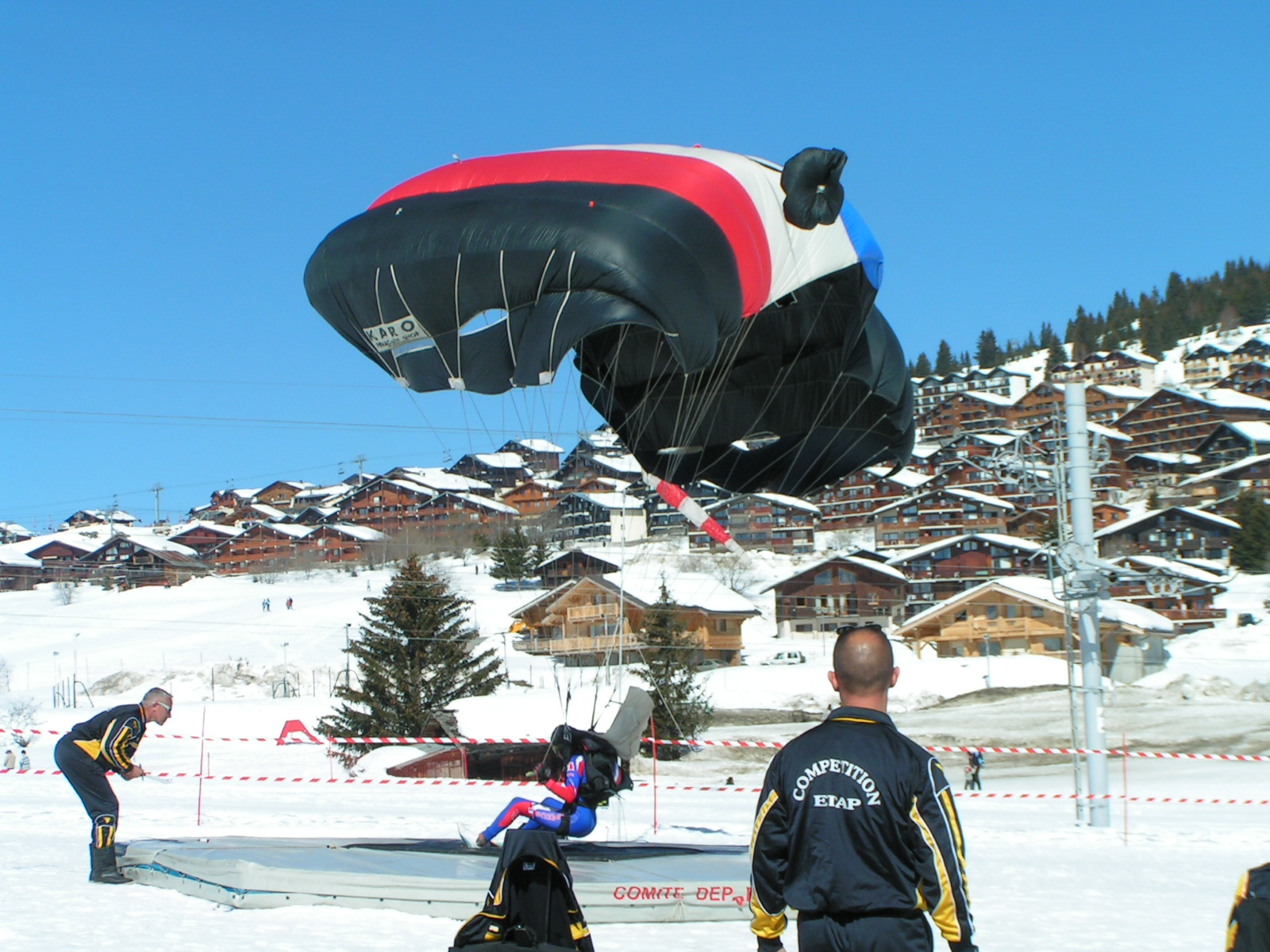
Compétition de précision d'atterrissage

Plus ancienne discipline du parachutisme, la PA reste la discipline la plus visuelle pour le public. Épreuve d’adresse, la technique de pilotage de la voile est une condition essentielle à la réalisation de la performance. La capacité d’analyse des conditions météorologiques et les prises de décisions qui en découlent donnent une dimension tactique singulière à chaque saut. La particularité des voiles de PA est essentiellement caractérisée par l’épaisseur de leur profil qui assure des conditions de stabilité et de précision de pilotage étonnantes. La cible électronique à atteindre est à peine plus grande qu’une pièce de deux euros.
L'objectif est de poser un pied sur un plot de 2 cm de diamètre situé au centre d'une cible électronique placée sur un réceptacle en mousse. En compétition, à chaque saut, les juges mesurent l'écart entre le centre de la cible et le premier endroit que le parachutiste a touché. Pour le score des concurrents, on effectue la somme des distances obtenues aux différents sauts, l'objectif étant d'avoir le score le plus faible possible.
Lorsque le parachutiste pose son pied en plein cœur de la cible, on appelle cela un « carreau ». Les sauts s'effectuent depuis une altitude de 1 000 mètres environ. Pratiquée individuellement ou par équipe, la précision d’atterrissage bénéficie du circuit de compétitions nationales et internationales le plus étoffé, toutes disciplines du parachutisme sportif confondues.
En 2006, ce n’est pas moins de quatre épreuves de Coupe de France et un championnat de France ouvert à toutes les catégories d’âges, plus d’une dizaine de compétitions de clubs, régionales ou inter-ligues, un circuit international avec cinq étapes de Coupe d’Europe où participent près de quarante équipes à chaque étape, de nombreux trophées internationaux organisés en Europe et sur les autres continents, un Championnat du Monde junior, un championnat du monde militaire, un championnat du Monde.
Le brevet correspondant est B1.

### Voltige
Discipline de glisse par excellence, cette épreuve où la vitesse d’exécution prédomine garantit des sensations extrêmes. Après avoir atteint plus de 200 km/h en quelques secondes de chute libre, la réalisation d’un enchaînement de six figures imposées fait appel à toutes les qualités physiques d’équilibre, de coordination, et d’explosivité. Chronométrée au centième de seconde, la prestation est également évaluée au regard de la qualité d’exécution de l’enchaînement des figures, comme dans de nombreuses disciplines artistiques.
Les figures à réaliser sont deux tours alternés, un salto arrière, à nouveau deux tours alternés et un deuxième salto arrière. Les juges mesurent le temps passé à faire ces six figures en « rajoutant » des secondes de pénalité au concurrent si elles ne sont pas réalisés proprement (les figures sont faites face à un axe de référence et sur un plan horizontal, tout écart de ces axes entraîne une pénalité).
Les sauts s'effectuent depuis une altitude de 2 300 mètres environ. Les Français excellent dans cette discipline où ils détiennent le record du monde (voir à: Franck Bernachot).
Combinaison « slick » (comme celle utilisée pour le kilomètre lancé en ski), casque et parachute profilé, le voltigeur de haut niveau est équipé d’un matériel de saut issu des dernières technologies. La voltige est la seule discipline individuelle pratiquée en compétition de parachutisme. Elle est associée à celle de la précision d’atterrissage dans le cadre des championnats du monde, et un classement « combiné » couronne les meilleurs athlètes dans les deux disciplines.
le brevet correspondant est B1.

### Vol relatif (VR)

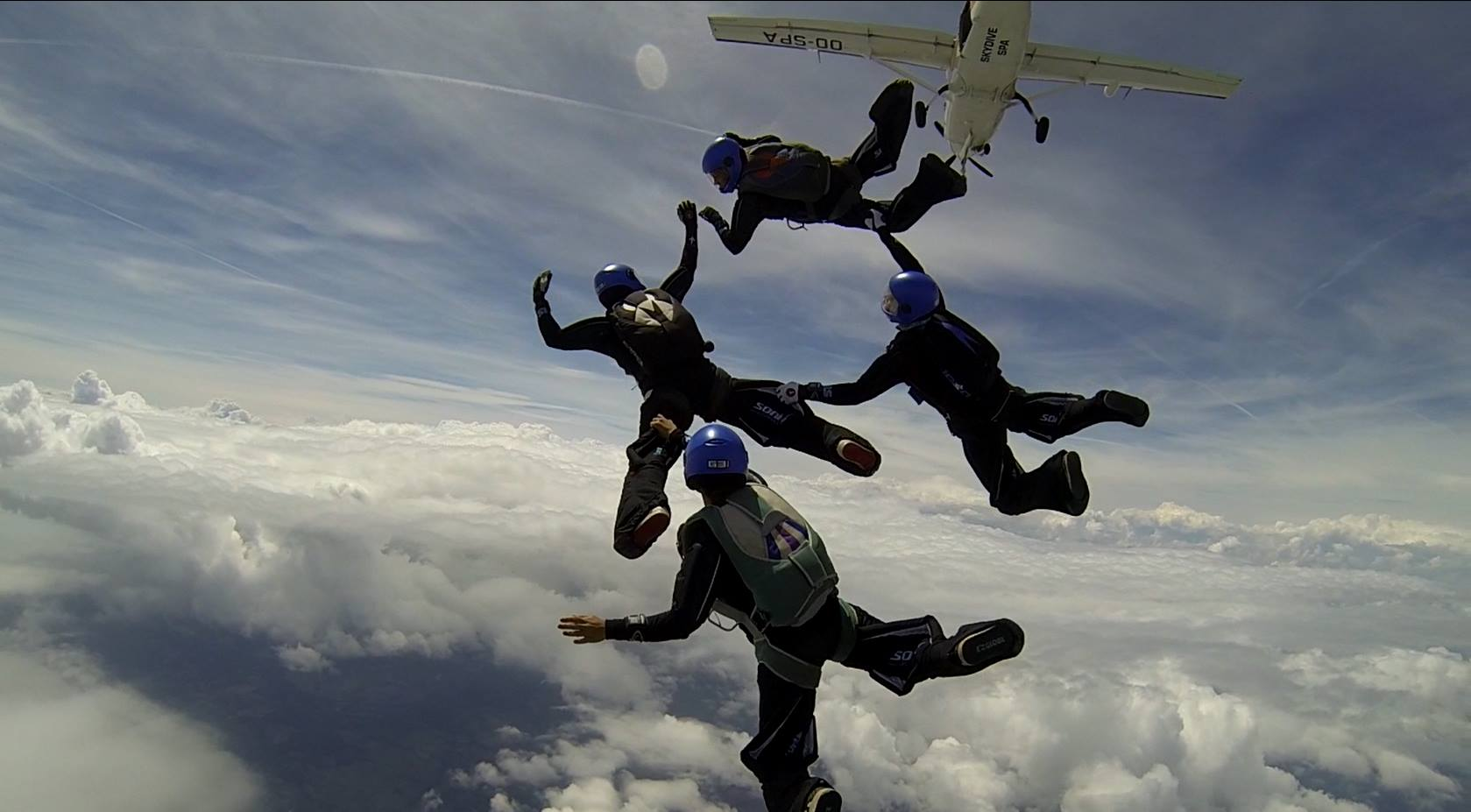
Sortie Vol Relatif (Team Les Stunts)

Chaque équipe de quatre ou huit parachutistes doit réaliser un maximum de fois une série de figures imposées tirées au sort avant chaque compétition. Le temps limite pour réaliser ces figures est de 35 secondes pour les équipes de quatre, et de 50 secondes pour les équipes de huit.

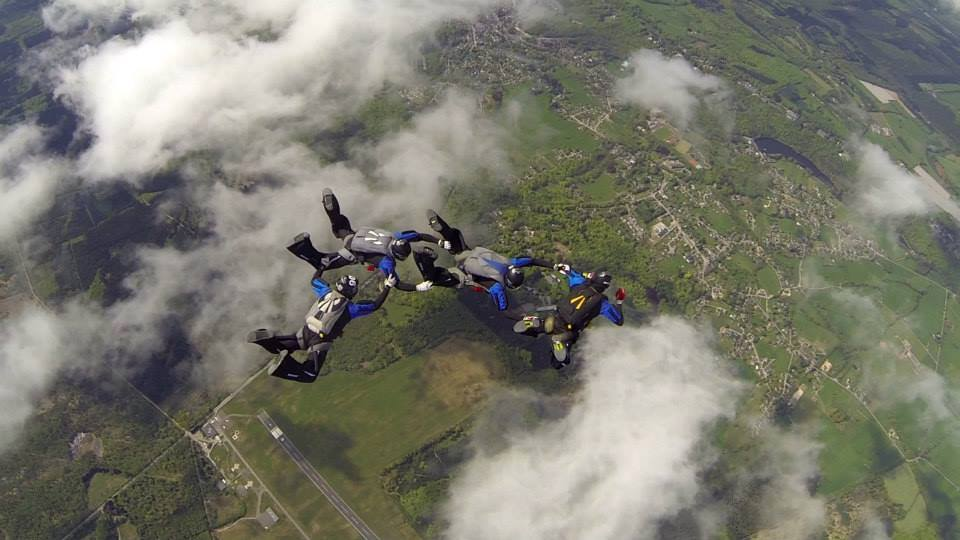
Vol Relatif: Exécution d'une figure "random" de VR4 par le team JETMAX

Afin de permettre aux juges de comptabiliser le nombre de figures effectuées, chaque équipe possède un « videoman », qui emporte sur son casque une caméra numérique. Cet équipier vient s'ajouter aux quatre ou huit « performers », et fait partie intégrante de l'équipe : la qualité du film qu'il réalise est donc prise en compte dans la notation. Stéphane Mistrot Dit Pachet sera vidéoman des équipes de France VR4 et VR8 de 2003 à 2012.
Si les juges ne peuvent pas voir correctement les figures sur la vidéo, l'équipe est pénalisée, le point en question étant comptabilisé comme « NJ » (non jugeable). Chaque figure simple (libre), rapporte un point, chaque figure complexe (bloc) rapporte 2 points, les NJ ne rapportent pas de points.
Les figures peuvent être fixes (libre) ou mobiles en binôme, trinôme, ou quadrinôme (blocks). Toutes les équipes doivent réaliser le même programme de figures, et l'équipe gagnante sera celle avec le plus de points au terme des 10 manches.
Aux derniers championnats du monde, à Prostejov (2014), l'équipe Belge HAYABUSA DEFENSE termine à la 1re place avec une moyenne de 26.4 points.
En VR 4 Open et en VR 8, le titre de champion du monde est matérialisé par une épée, l'« Excalibur », sur laquelle figurent les noms de tous les vainqueurs. Ce trophée est donc remis en jeu tous les deux ans, lors des championnats du monde.
Le Vol Relatif est la discipline la plus pratiquée dans le monde du parachutisme. Elle ne peut être pratiquée qu'après l'obtention du brevet B2, permettant la pratique de la chute libre à plusieurs.
Le circuit français est organisé en deux divisions (Nationale 1 et Nationale 2), et chaque année se tiennent les championnats de France, ainsi que deux à trois coupes de France, en VR 4 et en VR 8.
Le brevet correspondant est le B2.

### Voile contact

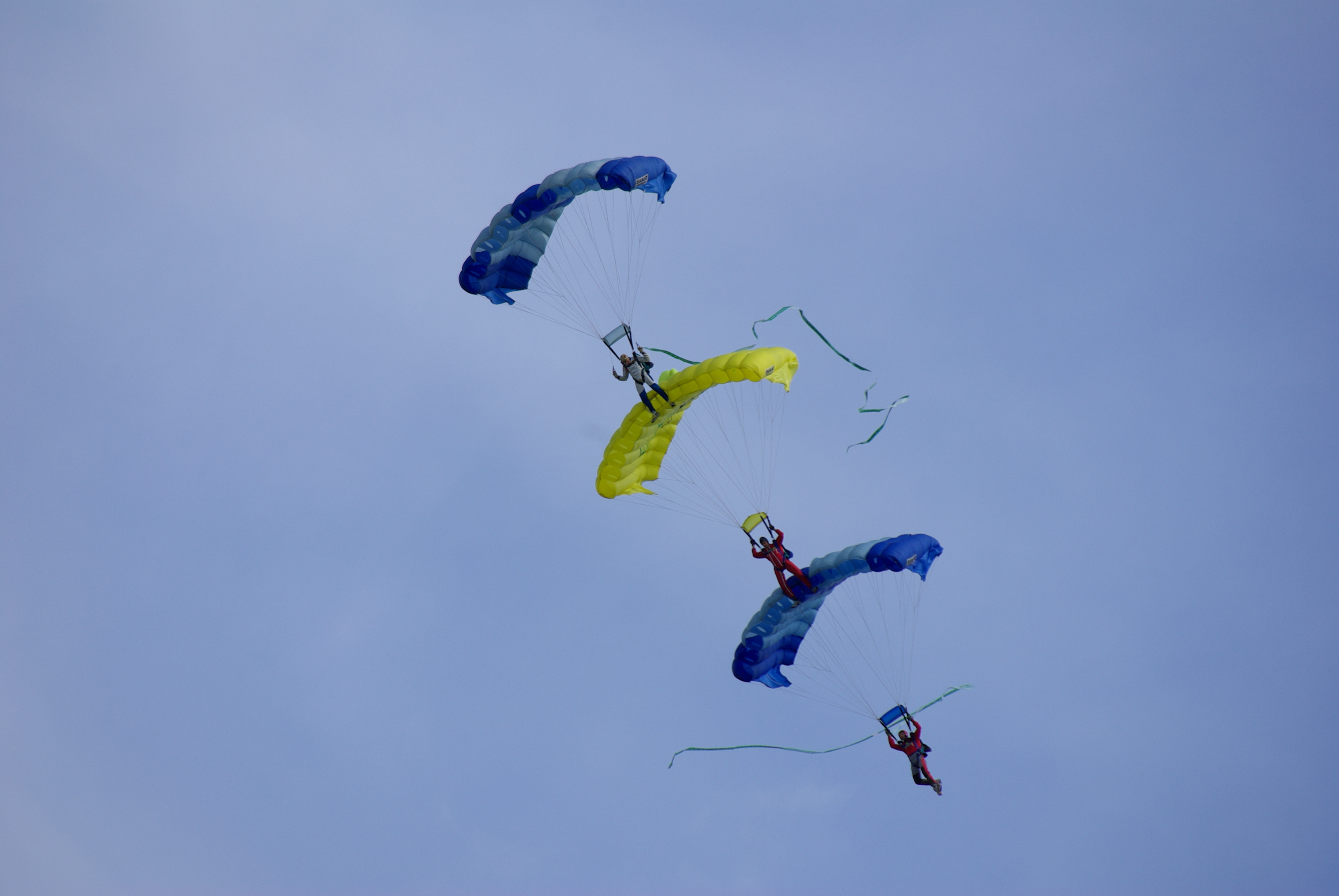
Figure de voile contact

Cette discipline est le pendant du vol relatif, mais avec le parachute ouvert. Les parachutistes, largués à 2 000 mètres, ouvrent leurs voiles et construisent des figures, en s'accrochant par les pieds aux voiles des coéquipiers.
Le Voile Contact comporte des épreuves de :
- séquence à 2 : enchaînement imposé de 5 figures tirées au sort. Le cycle devra être exécuté un maximum de fois, en un temps de travail limité de 1 minute.
- séquence à 4 : enchaînement imposé de 4 ou 5 figures tirées au sort. Au cours de ces évolutions, les parachutistes pourront être amenés à voler en individuel, en binôme ou trinôme. Le cycle devra être exécuté un maximum de fois, en un temps de travail limité de 2 min 30 s.
- rotations à 4 : réalisation d'un empilage à 4, puis l'équipier du dessus se détache pour rejoindre la base de la formation. Le maximum des rotations doit être réalisé en un temps de travail de 1 min 30 s. Chaque figure à 4 marque un point.
- 8 formation : consiste à réaliser le plus vite possible, une figure à 8 équipiers. Cette figure est tirée au sort en début de compétition. Le chronomètre se déclenche au premier qui sort de l'avion et s'arrête quand le dernier est accroché.

Le brevet correspondant est 'B3.

### Sky surf

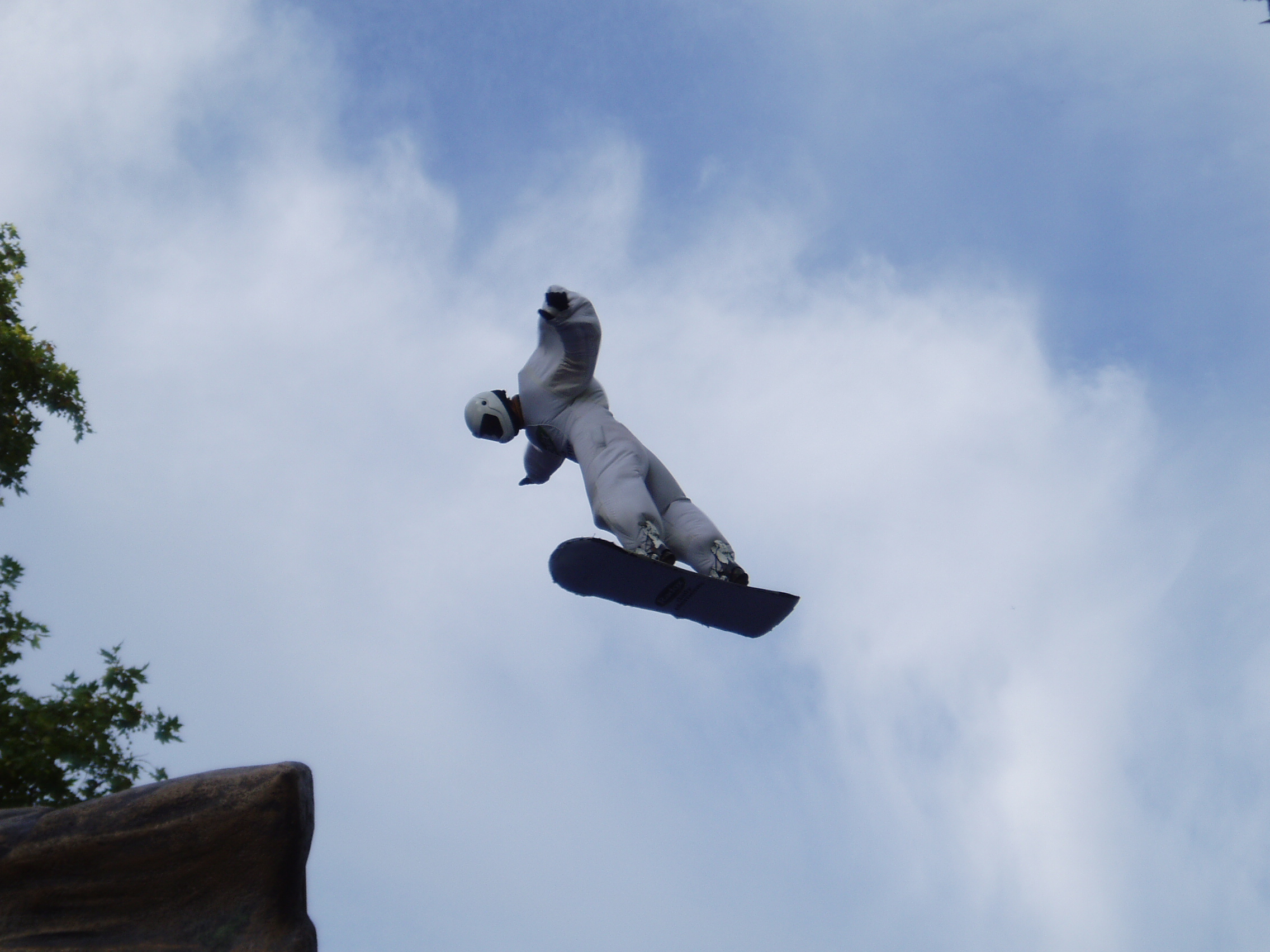
Simulateur de Skysurfing.

Inventé par Dominique Jacquet et Jean-Pascal Oron en 1986 sur la plate-forme de Corbas dans le Rhône.- J-P Oron se tuera accidentellement pendant la mise au point de ce nouveau sport - Laurent Bouquet développera le concept et tournera les premières images diffusée de ce sport. Popularisé par Patrick de Gayardon dans les années 1990, le sky surf se pratique à l'aide d'un surf spécial. Cette planche est fixée aux pieds du parachutiste, équipée d'une poignée de libération (dispositif permettant de se libérer du surf en cas de problème ou tout simplement pour atterrir). Les skysurfers se livrent à une forme de glissade qui leur permet d'évoluer sur l'air. Le sky surf se pratique aussi en compétition. Le rôle du coéquipier « videoman » est prépondérant, de fait ils créent à deux une chorégraphie dont les images filmées sont regardées par les juges, et de là, la note du saut.
Les équipes de France se sont particulièrement distinguées dans le cadre des rencontres internationales, et ce depuis sa création. Pour en citer quelques-uns :
- Skysurfers français : Dominique Jacquet, Jean-Pascal Oron,Patrick de Gayardon, Éric Fradet, Stéphane Zunino, Gilles Perromat, Marc Groleau, Mélanie Brouase.
- Les « videomen » français : Jean Vatopoulos, Werner Noremberg, Iodice Alessandro, Hervé Lagnien, Sylvain de Gorter, David Dobsky, Dédric Hourdé.

L'équipe : Éric Fradet (S), Alessandro Iodice (V), a remporté :
- Une médaille d'argent au 1999 SSI Pro Tour à Titusville, Floride.
- Une médaille d'or Aux 1999 ESPN XGames et une médaille de bronze aux 2000 ESPN XGames.
- Une médaille d'argent aux championnats du monde 1999 à Corowa, Australie.
- Une médaille d'or à la coupe du monde 2000 à Eloy, Arizona (États-Unis).
- Une médaille d'or aux Jeux mondiaux de l'Air (en) 2001, à Grenada, Espagne.
- Une troisième place aux Redbull gravity Games en 2002 en Pologne.
- Et une médaille de bronze aux championnats européens 2002 à EmpuriaBrava, Espagne.
- Marc Groleau et David Dobsky : Médaille de Bronze aux Championnats du Monde 2006 à Gera.
- Blandine Perroud et Cyril Lancry[15]: Médaille d'or aux Championnats du Monde 2004 à Boituva, Médaille d'Argent aux Championnats du Monde 2003 à Gap et 2006 à Gera.
- Mélanie Brouase et Dédric Hourdé : Médaille de bronze à la Coupe du Monde 2007 à Stupino en Russie et aux championnats du monde en 2008.

Très populaire à la fin des années 1990, le sky surf est aujourd'hui devenu une discipline moins plébiscitée. Elle n'a d'ailleurs plus été prévu au programme de la coupe du monde à partir de l'année 2010.

### Le paraski
Le paraski (aussi appelé snowkite) est un sport de glisse venu du Québec (Canada). Il est pratiqué en période hivernale. Le principe est de se laisser glisser sur la neige à l'aide de la force du vent. On peut traverser des lacs gelés et des étendues de neige en se laissant tirer. Il suffit juste d'être équipé de ski, d'un casque ; la corde, le harnais et la voile sont fournis par l'organisme qui propose cette activité.

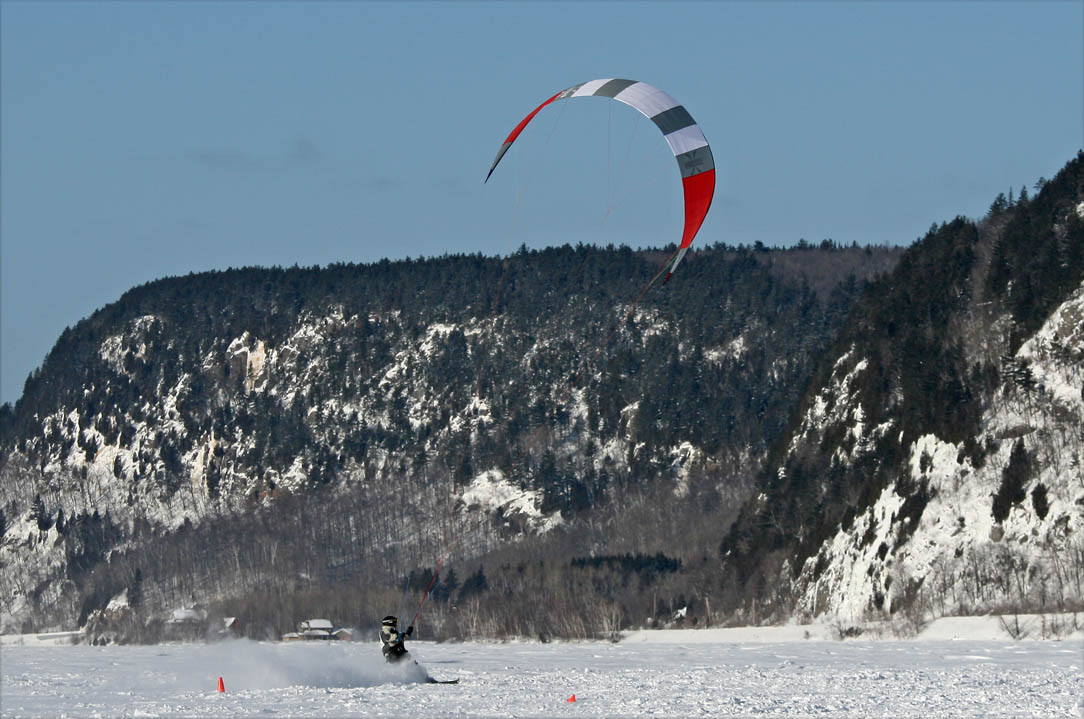
Le paraski

Pour le diriger, une barre sert à manœuvrer la voile. Quand la barre est horizontale, la voile est au sol, quand on met la barre à la verticale, la voile se lève et c'est en tournant la barre de gauche à droite que l'on se dirige.
Le paraski est différent du ski cerf-volant, il est plus accessible car la voile est plus près du skieur, et donc plus facile à immobiliser et à diriger, donc pas besoin d'être un expert, c'est accessible au débutant, il suffit juste d'être accompagné par une personne certifiée et expérimentée.
Le paraski est un sport adapté à tous (dès l'âge de 12 ans), en famille ou entre amis.

## Les disciplines artistiques

### Freestyle
Véritable « danse du ciel », le freestyle est un enchaînement de figures artistiques issues de gymnastique et du trampoline. Basée sur des figures imposées telles que le salto tendu ou sur des figures libres, la chorégraphie du saut laisse place à la créativité du parachutiste. En compétition, une équipe de freestyle est composée de deux parachutistes : un « performers » et un « videoman ».

### Freefly
Cette pratique de loisir consiste à réaliser des figures autres qu'à plat (tête en haut, tête en bas, dans l'angle, etc). Elle est de plus en plus prisée par les pratiquants à la recherche de nouvelles sensations et de nouveaux repères dans les trois dimensions. On distingue plusieurs types de sauts, parmi lesquels :
- « Atmonauti » (ou saut d'atmonaute) : Angle inventé par un couple d'italiens, Gigliola Borgnis et Marco Tiezzi. Ils ont été les premiers à développer les sauts dans l'angle où les atmonautes sont emmenés en groupe, principalement sur le dos pour construire des figures en dérive. L'atmonaute a considérablement développé la notion de vol dans l'angle qui est un des types de saut de freefly les plus développés en ce moment.
- « Saut de trace » (ou saut dans l'angle) : Un leader est désigné avant le saut. C'est lui qui servira de référence aux autres participants. Généralement volant en dérive, sur le ventre, c'est lui qui décidera de la direction, de l'angle de la chute par rapport au sol et donc de la vitesse sur trajectoire du saut. Il pourra effectuer des virages pendant le saut. Les autres participants pourront « gripper ». Le leader pourra changer en cours de saut.
- « Saut de flock » : Ancêtre de la trace, le saut de flock part d'un groupe en position tête en bas, grippé ou à proximité; un leader désigné recule, les autres doivent le suivre en conservant leur position les uns par rapport aux autres.
- « Saut de track » : C'est l'une des plus anciennes disciplines du freefly. Un lapin sort de l'avion sur le dos. Les autres participants du saut doivent voler à proximité. Ce type de saut est de plus en plus remplacé par les sauts de trace, plus actifs.
- « Saut tête en bas » : Un groupe de parachutistes est désigné au sol. Chacun répète sa position avant de prendre place dans l'avion. Les parachutistes chuteront en se tenant par les mains selon plusieurs figures (fleur, étoile). Le but est de chuter tous la tête en bas. Les jambes servent à maintenir la position et à effectuer de micro déplacements pour stabiliser la figure collective. La figure pourra être interrompue pour changer de figure, les parachutistes se lâcheront en cours de saut pour reprendre d'autres places ou donner une autre forme à la formation. Durant ces transitions, tous les parachutistes doivent garder la tête au même niveau.
- « Saut tête en haut » ou chute assis : Les parachutistes se trouvent debout dans le vent relatif. Ils se servent principalement des bras et du bassin pour maintenir la position. Les bras étant occupés à maintenir la position, les « gripps » sont plus difficiles. Généralement ces sauts se font en « libre », le but étant que les parachutistes conservent une proximité d'environ 2 à 5 mètres les uns les autres et chutent tous au même niveau. Omar Alhegelan, Séoudien d'origine, vivant à Eloy, dans l'Arizona (États-Unis), a contribué à développer la chute assis, notamment à travers les compétitions de free style et de freefly. Il a notamment inventé les déplacements et les figures dérivés de cette position.

Les Brevets correspondants : B4 et un brevet intermédiaire, le Bi4 (modules tête en haut et track).
Le freefly, officiellement reconnu à la Fédération aéronautique Internationale depuis 2000, est une discipline officielle représentée à chaque championnat du monde. En compétition, une équipe de freefly est composée de trois parachutistes : deux « performers » et un « videoman ».

### VRV

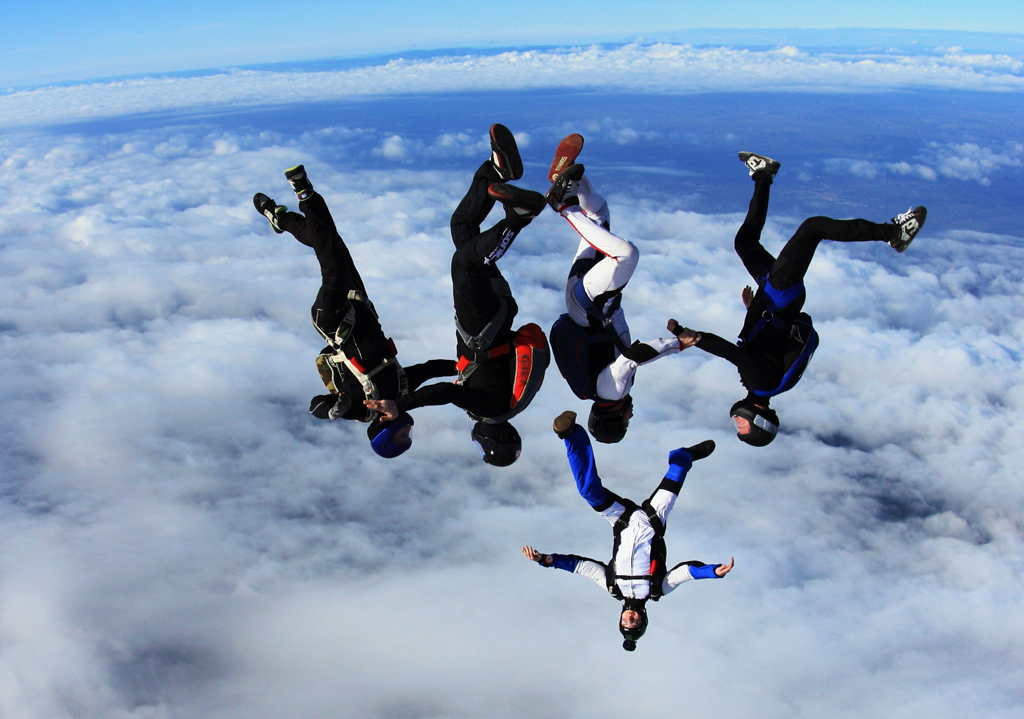
Full Patate, Équipe de France no 2 de VRV.

Dernière née, cette pratique à la croisée du vol relatif et du Free Fly, consiste à réaliser des figures en formation de type VR non plus à plat mais dans la verticale. Le VRV étant créé par les Américains, les premiers Français se sont rendus aux États-Unis afin d'apprendre la discipline et les différentes figures.
Le VRV est apparu pour la première fois aux championnats du monde en 2010. Comble de l'histoire, l'équipe de France, Team4Speed a fini première devant les États-Unis !
En 2011, à la coupe du Monde à Sarrelouis, les deux équipes de France (Team4Speed et FullPatate) finissent sur le podium, à la première et seconde place.

### Wingsuit

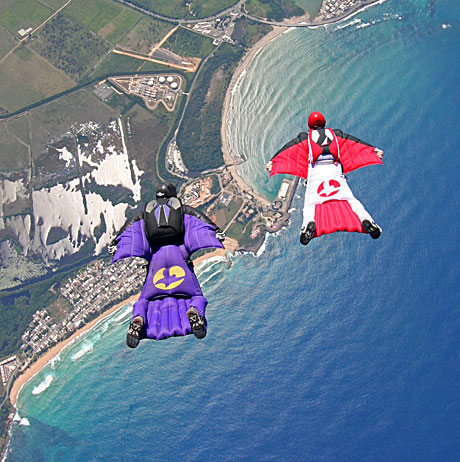
Vol en Wingsuit

Imaginée et réalisée par Patrick de Gayardon, cette discipline de glisse en plein essor a pour but de passer d'un mouvement de chute à un mouvement de vol.
Pour cela, les parachutistes utilisent des combinaisons souples, en forme d'aile, pour transformer leur corps en une sorte d'aile d'avion. Ces combinaisons se gonflent d'air dès que le parachutiste sort de l'avion, générant alors une portance permettant au parachutiste de réduire sa vitesse de chute, en la convertissant en vitesse horizontale.
Loïc Jean Albert est une figure incontournable de cette discipline. Grâce à son travail de développement et à son talent, il a permis à cette discipline de progresser énormément, et surtout de se populariser, tout comme l'avait fait Patrick de Gayardon à son époque. Loïc est ainsi parvenu, grâce au prototype qu'il développe, à survoler une pente enneigée à moins de 3 mètres de hauteur près de Verbier en Suisse.
Les derniers prototypes permettent d'atteindre une finesse de 3 (3 km horizontaux pour 1 km vertical de parcouru).
La pratique de la wingsuit nécessite l'obtention de brevets (3 niveaux existants selon la surface de la combinaison : WS1, WS2, WS3) dont le prérequis est de pouvoir justifier d'au minimum 150 sauts et d'être titulaire du BPA

### Canopy Piloting
Discipline très récente, une fois la voile (parachute) ouverte, le « Canopy Piloting » ou « swooping » (« flare ») consiste à prendre une vitesse verticale très importante sous son parachute au moyen d'un virage commencé entre 100 m et 600 m, et à la transformer en vitesse horizontale pour glisser sur le sol (herbe, sable mais surtout plans d'eau). Très spectaculaire, cette discipline nécessite une parfaite connaissance des caractéristiques de la voile pour éviter l'impact avec le sol.
Cette discipline connaît un grand succès et possède déjà son circuit de compétition.
En France, elle commence en 2011 à être encadrée par la Fédération française de parachutisme (FFP) avec la création d'un brevet spécifique qui sera nécessaire pour la participation aux compétitions nationales. Les premières formations pour les initiateurs de ce nouveau brevet sont organisées en 2012
Les brevets correspondant sont le Bi5 (brevet intermédiaire) et B5.

### Base Jump

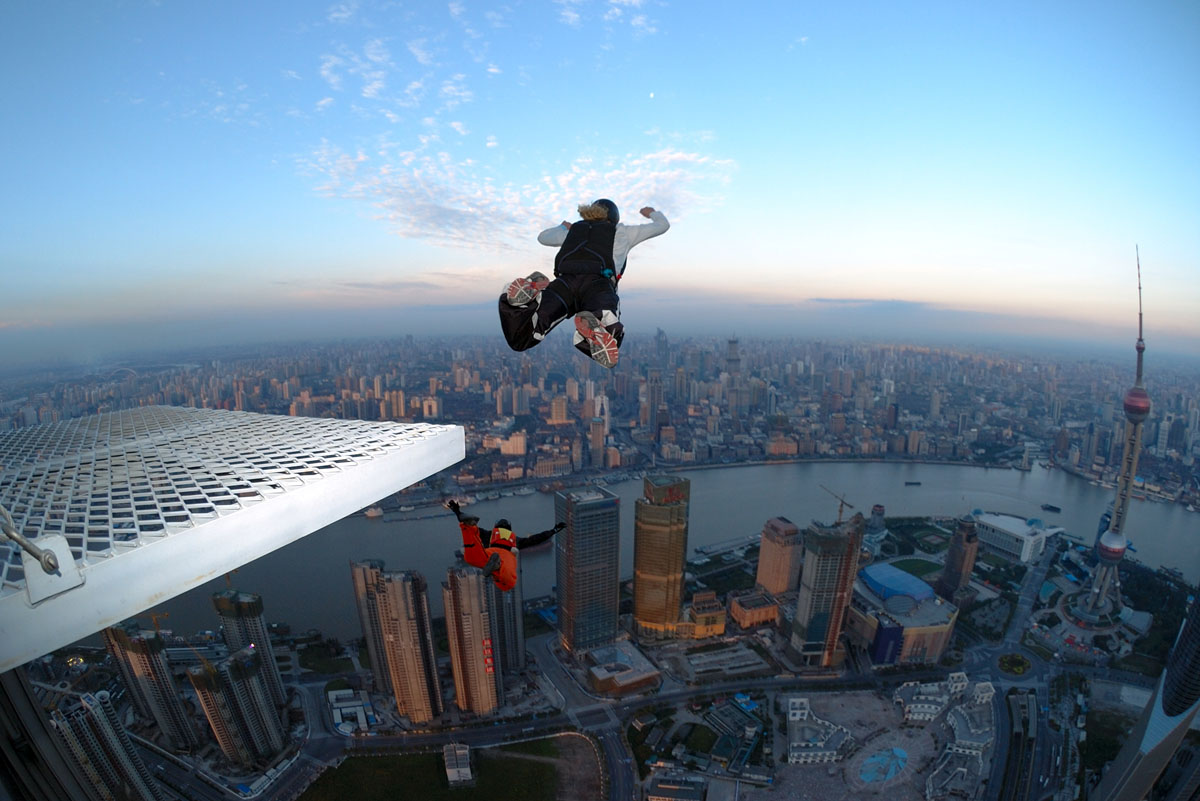
« B » pour « Buildings ».

« BASE » est un acronyme des termes anglais pour quatre catégories de points fixes « Buildings, Antennas, Spans, Earth ». Il consiste à sauter en parachute depuis des objets fixes, comme un immeuble, une antenne, un pont ou une falaise. Considéré comme un sport extrême, cette discipline n'est pas reconnue par la Fédération française de parachutisme et est à elle seule une discipline à part entière. Elle est cependant reconnue par la Fédération française des clubs alpins et de montagne sous la forme du paralpinisme.

## Exploits et records

### Âge
- En 2014, Eleanor Cunningham, new-yorkaise, effectue un saut en tandem tous les 5 ans depuis ses 90 ans, et vient de fêter ses "100 printemps", par un nouveau saut[17]. Les octogénaires sautant en tandem, même en France, sont également assez fréquents.

### Hauteur et vitesse
- Le 16 août 1960, l'Américain Joseph Kittinger, pilote de l'US Air Force, participa au projet Excelsior, au cours duquel il établit le record du plus haut saut en parachute à 31 300 mètres d'altitude, effectuant une chute libre de 4 minutes et demie (il ouvrit son parachute à 5 500 mètres) avec une pointe de vitesse de 988 km/h (record qu'il détiendra 52 ans durant).
- Le 14 octobre 2012, Felix Baumgartner effectue un quadruple record en sautant depuis 38 969 mètres depuis une capsule accrochée à un ballon d'hélium, dépassant le mur du son en chute libre, avec une vitesse de 1 357,6 km/h et Mach 1,25, avec 4 minutes et 19 secondes de chute.
- En octobre 2014, l’Américain Alan Eustace, l’un des vice-présidents de Google, dépasse ce record, partant de 41 419 mètres d’altitude avant d’ouvrir son parachute à 3 804 mètres d’altitude, totalisant une chute libre de 37 615 mètres, en 4 minutes et 27 secondes[18].
- En avril 2014, les deux Français Vince Reffet et Fred Fugen, battent le record de hauteur de base jump, en sautant du sommet de la tour Burj Khalifa, à Dubaï, qui culmine à 828 mètres[19].
- Le 13 juin 2014, le Suisse Remo Läng saute de 8 000 mètres sans oxygène[20].

### Originalité
A priori, la législation n'empêche pas le saut d'aéronef avec des objets quelconques, et dès lors que les prérequis (les brevets) sont acquis, il est récurrent que les parachutistes effectuent des sauts en emportant toute sorte d'objet. Ils veilleront toutefois à éviter les objets dangereux qui pourraient à de telles vitesses représenter un danger pour les parachutistes mais aussi pour les infrastructures au sol. À titre d'exemple, en mars 2013, deux parachutistes sautent à bord d'un bateau pneumatique. On mentionnera également différents types de défis inédits qui ont été entrepris en plein vol comme résoudre un Rubik Cube ou encore faire une bataille avec des pistolets à eau.

### Figures de style
Le 11 septembre 2014, au-dessus de Lille-Bondues, 104 parachutistes réussissent à former ensemble durant leur chute libre dans le ciel une figure géométrique, battant le record de vol relatif, sautant à partir de 6 avions, détrônant le précédent de 35 parachutistes,.

### Nombre de sauts
Le nombre de sauts effectués par les moniteurs expérimentés, soit seuls, soit accompagnateurs en tandem, est très important, pouvant aller de 2 000 jusqu'à 20 000 sauts, effectuant parfois jusqu'à 15 sauts dans la journée en prenant plusieurs tandems successifs.
Le plaisir des sauts en chute libre procure une adrénaline régulière conduisant pour beaucoup de parachutistes à une certaine addiction.

## Accidentologie
Chaque année, la pratique du parachutisme provoque des dizaines de morts, mais le taux de mortalité est relativement faible et moins élevé que d'autres activités, et plus faible notamment en proportion que ceux dus aux accidents de la route. Aux États-Unis, Il y a 0,784 mort pour 100 000 sauts, selon les rapports IPC de la FAI[réf. nécessaire] de 2004 à 2011. En France 0,57 mort pour 100 000 sauts (calculé sur 10 ans entre 2010 et 2019). En Suisse 1,033 mort pour 100 000 sauts (de 2004 à 2011). La pratique du parachutisme en tandem semble plus sure, dans la mesure où aucune mort de passager n'est à déplorer en France sur la période 2010-2019 (sur environ 451 000 sauts).
En France, l'accidentologie révèle que 85 % des accidents arrivent à l'atterrissage et 67 % sont imputables à une mauvaise conduite sous voile. L'étude du profil des parachutistes accidentés révèle que la moitié est constituée de débutants ayant moins de 10 sauts. L'étude de ces chiffres se confirme de 2003 à 2012 pour les périodes correspondant à une saison de parachutisme (de mars à novembre).
Ces statistiques montrent que les accidents les plus fréquents sont principalement dus à l'imprudence et très souvent à la panique (procédure de secours effectuée trop près du sol) ou de façon incomplète (absence de libération de la voile principale ou libération partielle notamment). Les accidents imputables au matériel sont rarissimes. Le parachute rond en torche ne concerne plus le parachutisme sportif.
Au Pérou, en 2014, un militaire en exercice a été miraculeusement indemne de tout traumatisme après avoir subi une chute accidentelle de 1500 mètres consécutive d'une perte de connaissance l'ayant empêché d'actionner la poignée d'ouverture de son parachute.
De même, l'histoire aéronautique fait état d'autres chutes vértigineuses laissant les victimes indemnes malgré des hauteurs vertigineuses, telle la chute d'Allan MAGEE, soldat américain mitrailleur d'une forteresse volante B17 détruite par les allemands le 03 janvier 1943 qui a subi la destruction de son parachute alors qu'il se trouvait à 6.000 mètres au-dessus de la ville de Saint-Nazaire, l'histoire de l'aviation faisant aussi état d'une chute de 7.000 mètres d'un aviateur russe et, de manière encore plus miraculeuse, d'une chute de 10 000 mètres d'une hôtesse de l'air. 